# Biserica evanghelică din Săcădate
Biserica evanghelică-luterană maghiară din Săcădate, județul Sibiu, a fost construită pe la mijlocul secolului al XIII-lea în stil romanic și a fost transformată în secolul al XVI-lea cu unele elemente gotice, apoi, prin veacul al XVIII-lea, cu unele elemente baroce. Inițial a fost o bazilică romanică, dar, prin înlăturarea navelor laterale, ale căror urme ale zidurilor încă se mai văd la nivelul solului și în urmele arcadelor de pe zidul navei, a devenit o biserică-sală. Intrarea se face pe la baza turnului, care are un portal bine păstrat, fiind vizibile ornamentele capitelurilor cu motive vegetale și antropomorfe. Aspectul actual al bisericii datează din anul 1790.
Un obelisc din marmură neagră ridicat în curtea bisericii amintește de o jertfă din anii 1916–1917, când 11 locuitori maghiari împreună cu pastorul Adrianyi Adolf și cu asistentul său, Máthé Lajos, „și-au sacrificat viața pentru patrie.” La fel, monumentul mai amintește și de patru militari maghiari căzuți pe fronturile Primului Război Mondial.
Singura biserică evanghelică luterană de limbă maghiară care mai există în județul Sibiu este Biserica din Copșa Mică, monument istoric tot din secolul al XIII-lea.

## Istoric
Până la mijlocul secolului al XIX-lea maghiarii și românii din Săcădate au conviețuit relativ pașnic. În contextul revoluției de la 1848 s-a ajuns însă la ciocniri violente între cele două comunități. Tineri maghiari, simpatizanți ai revoluției antihabsburgice, au organizat o petrecere în turnul acestei biserici. Asupra participanților a fost deschis focul dinspre partea românească a satului. Locuitorii mai vârstnici ai localității, deopotrivă români și maghiari, au aplanat conflictul, ceea ce a prevenit escaladarea violențelor.

## Imagini din exterior

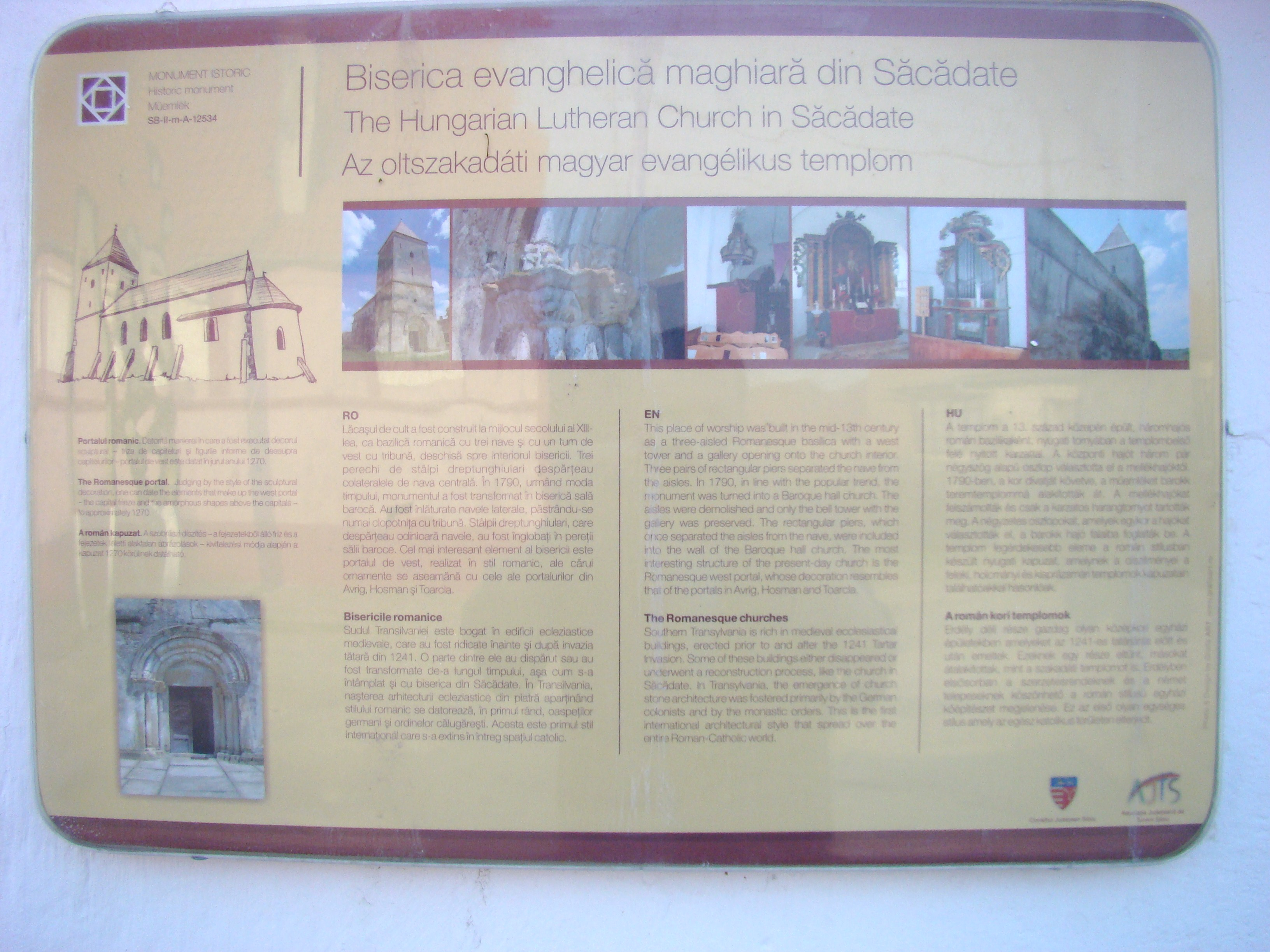
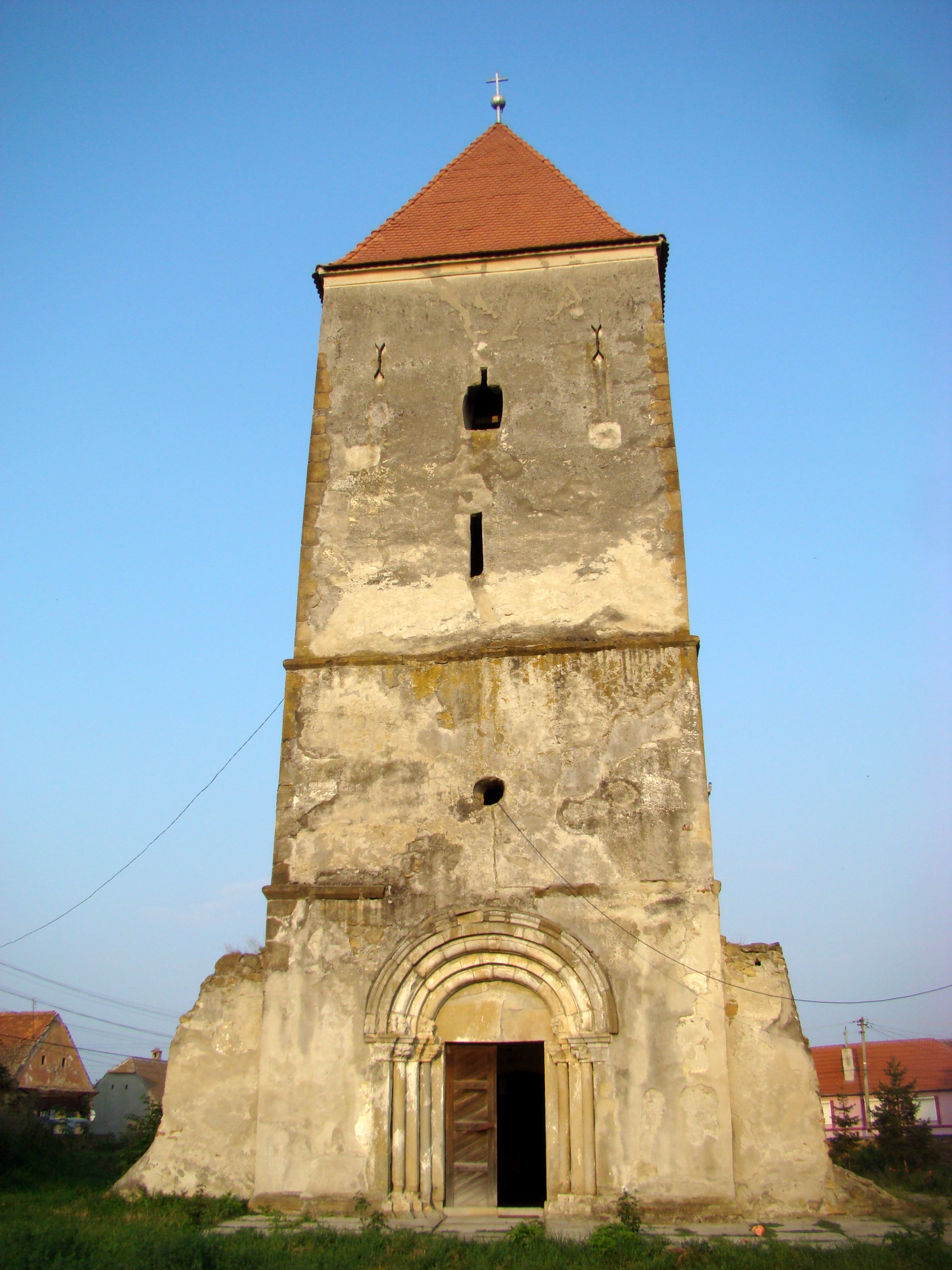
Turnul de vest, cu tribună deschisă spre interiorul bisericii
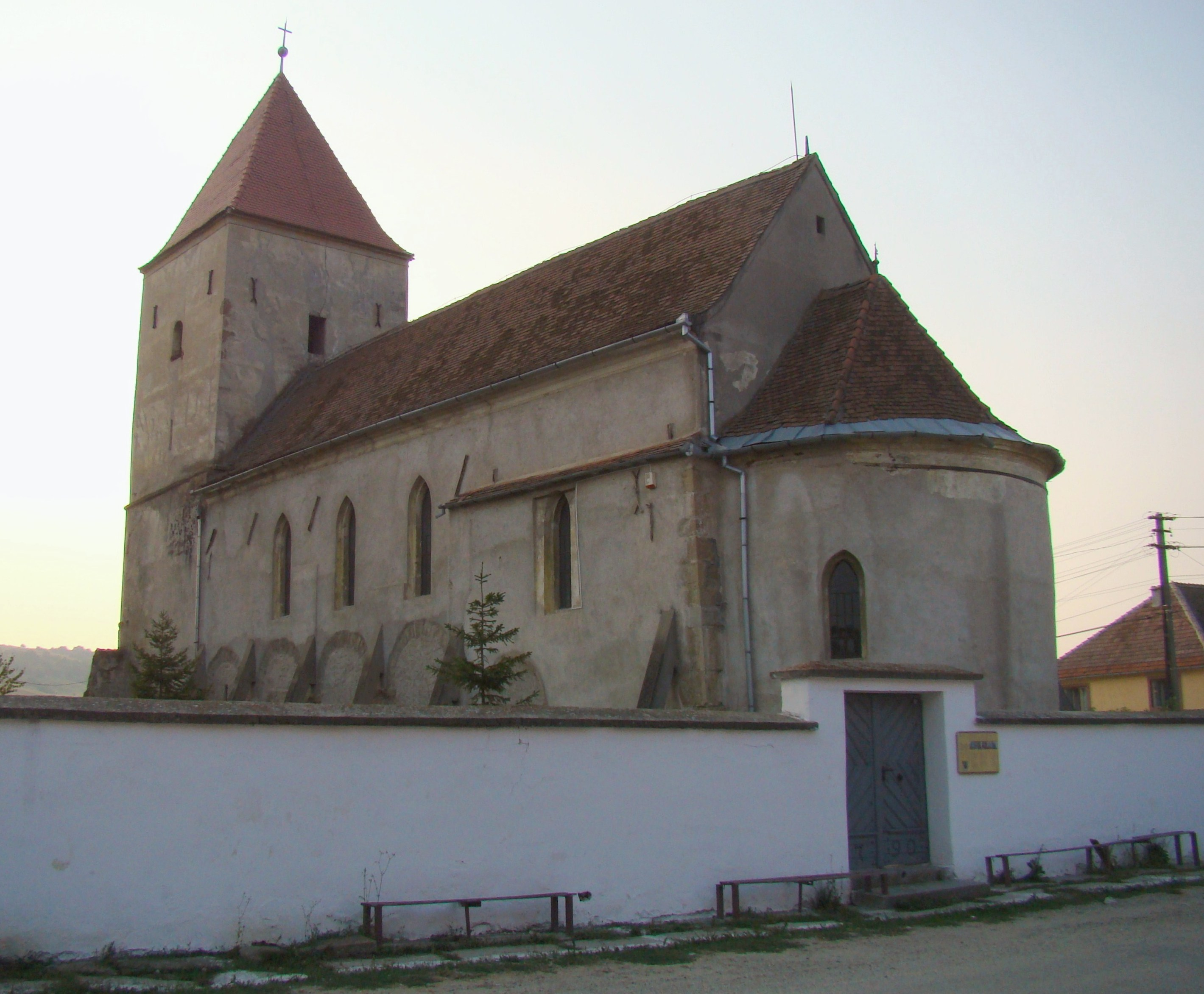
Biserica şi zidul de incintă
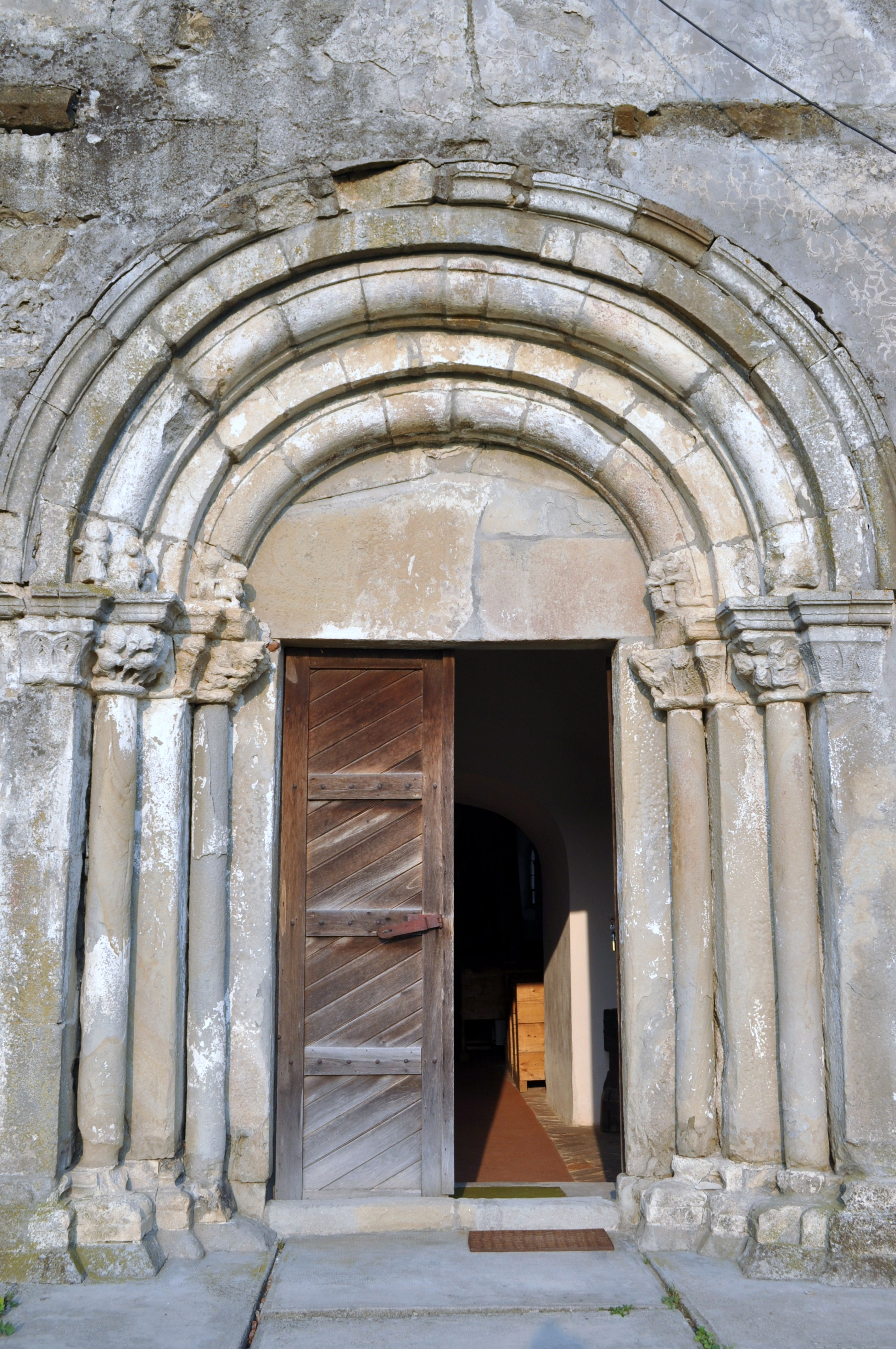
Portalul de vest realizat în stil romanic, databil în jurul anului 1270
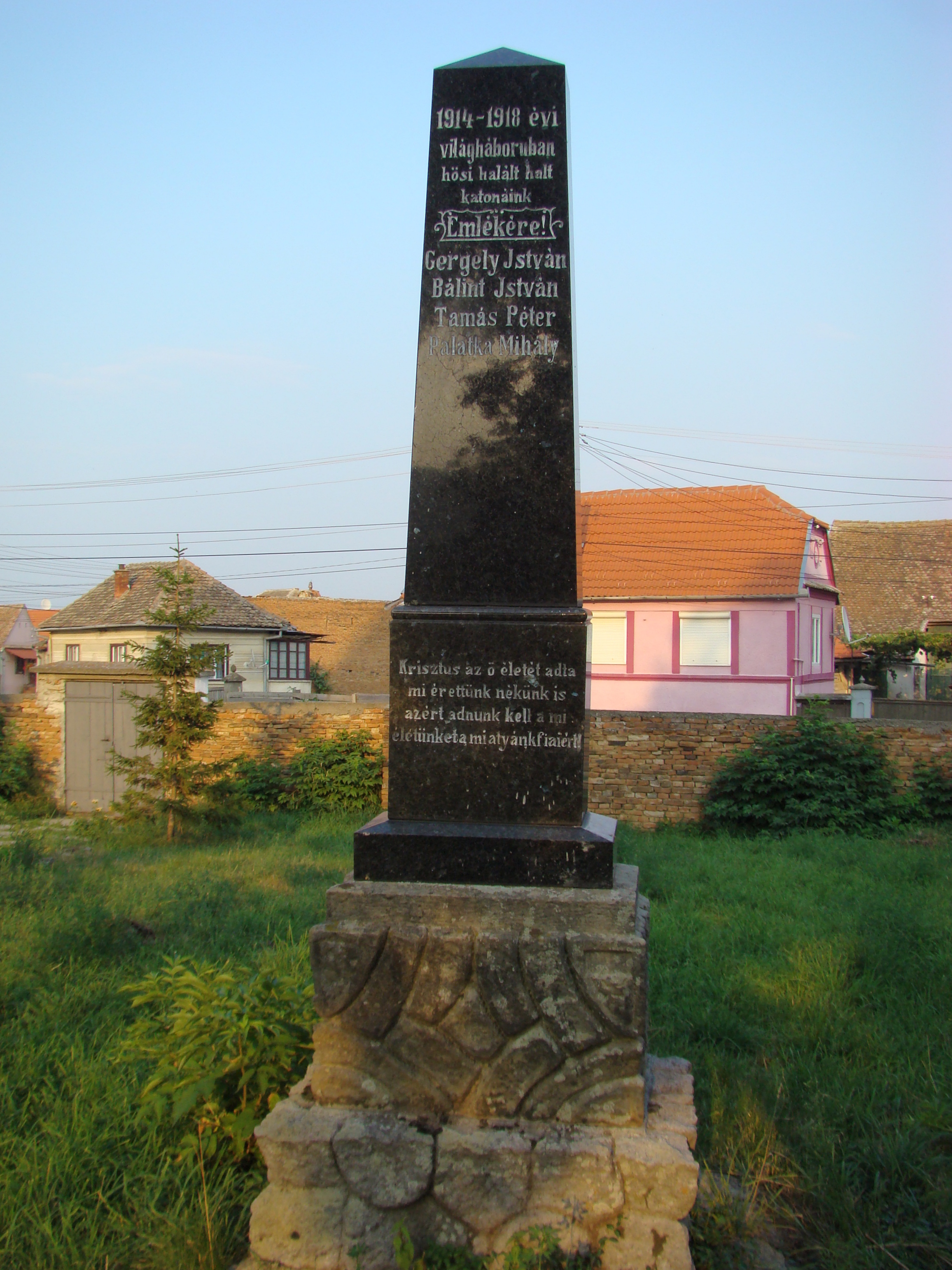
Obeliscul din curtea bisericii
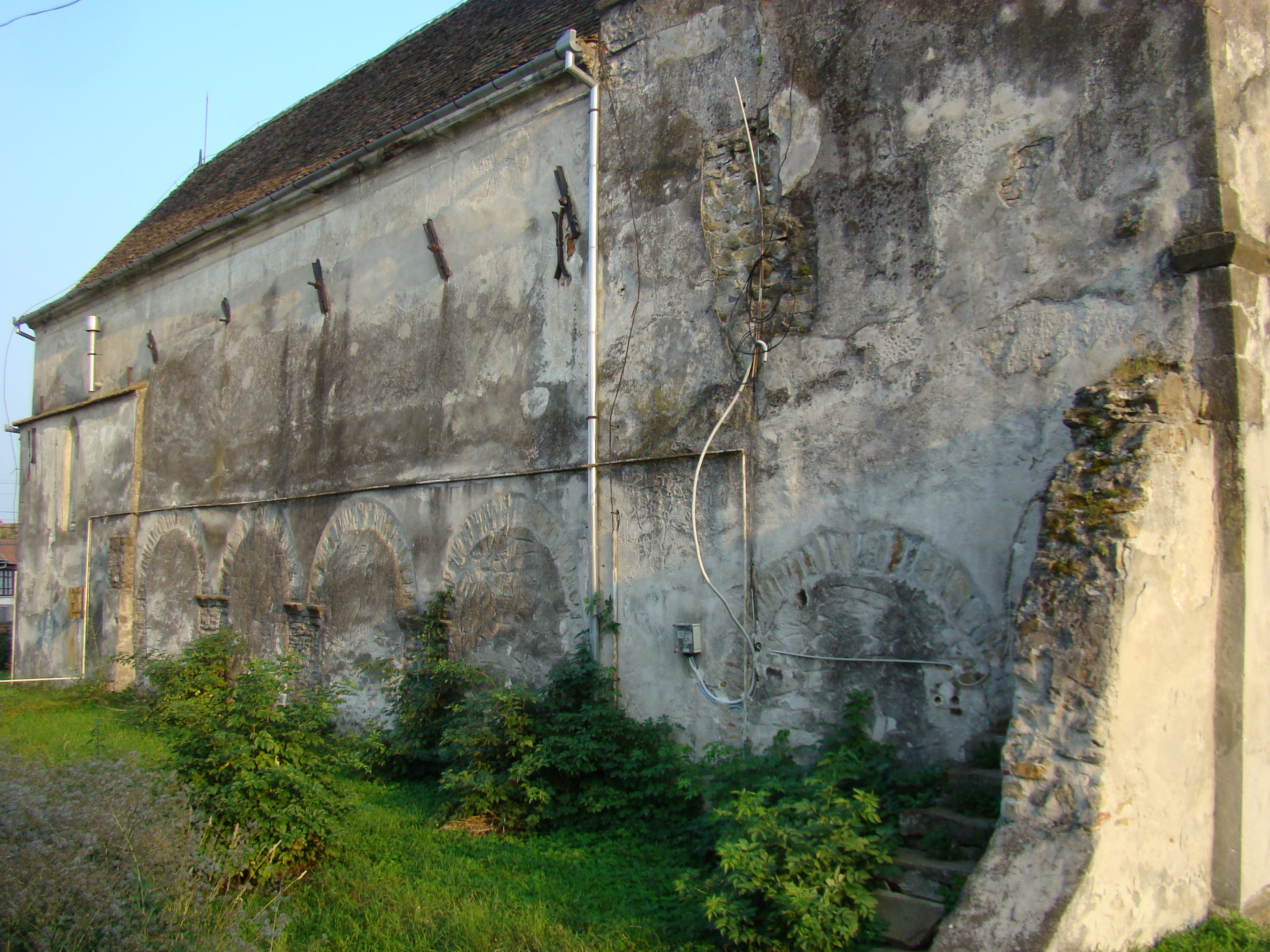
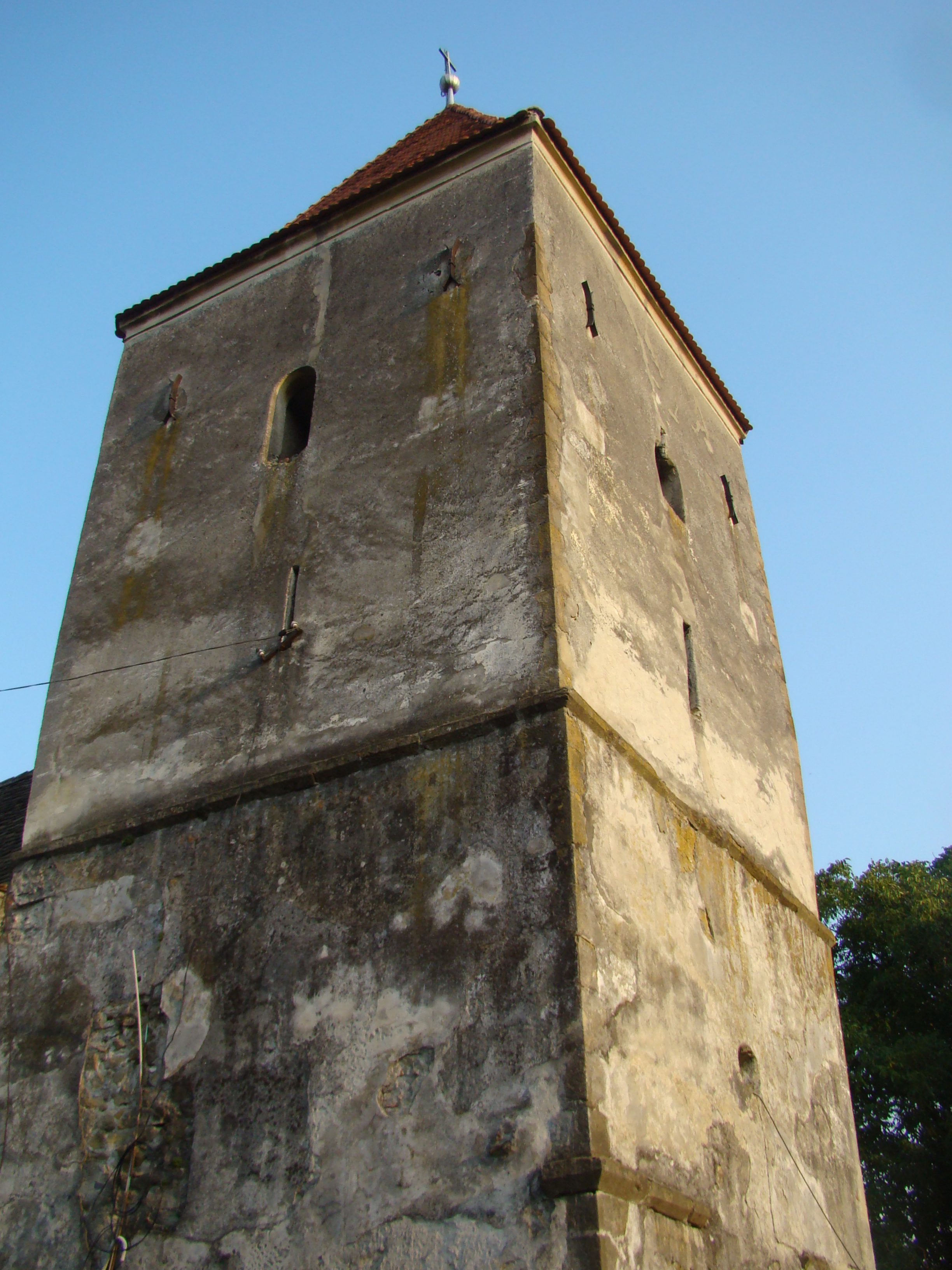
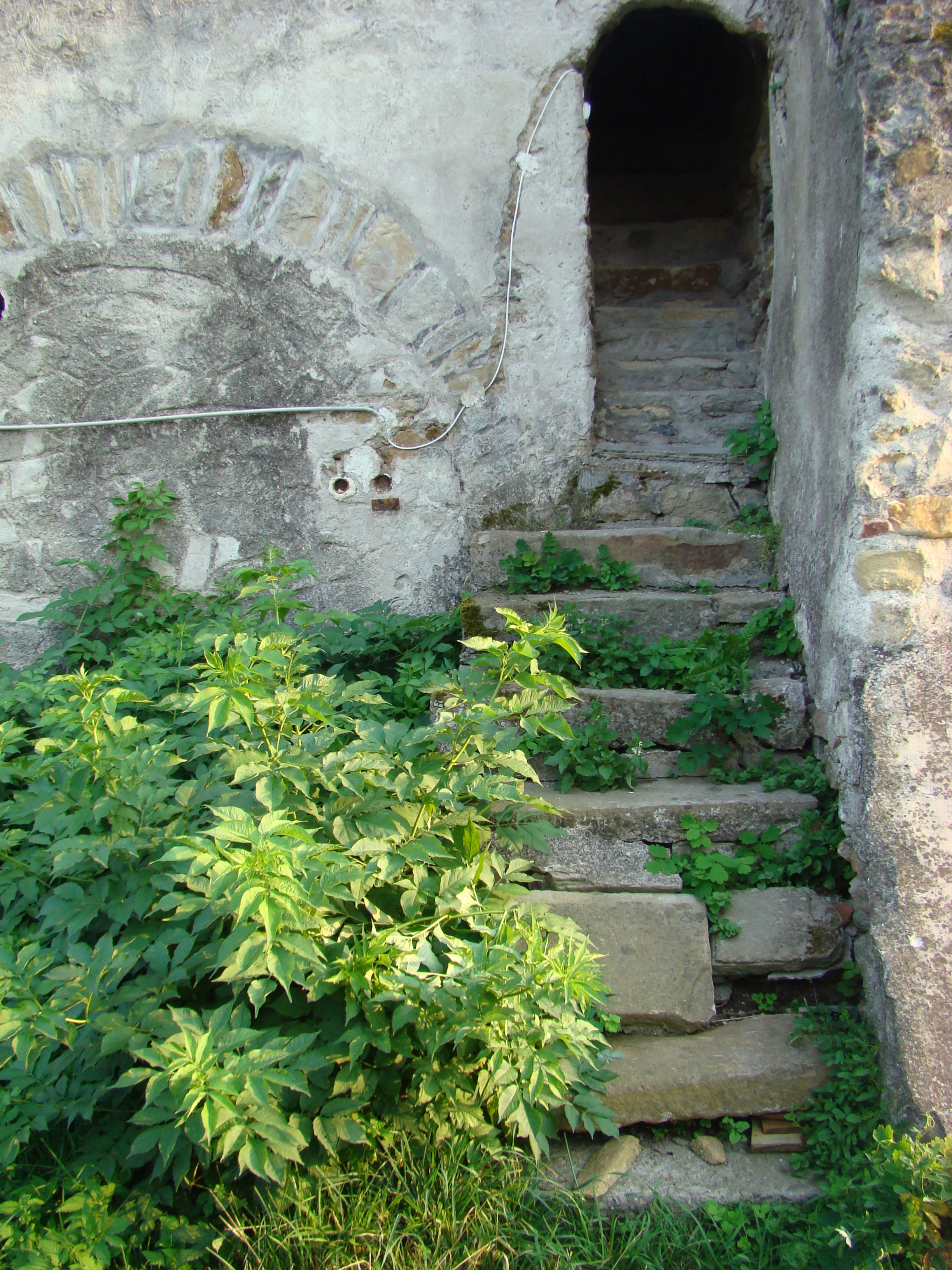
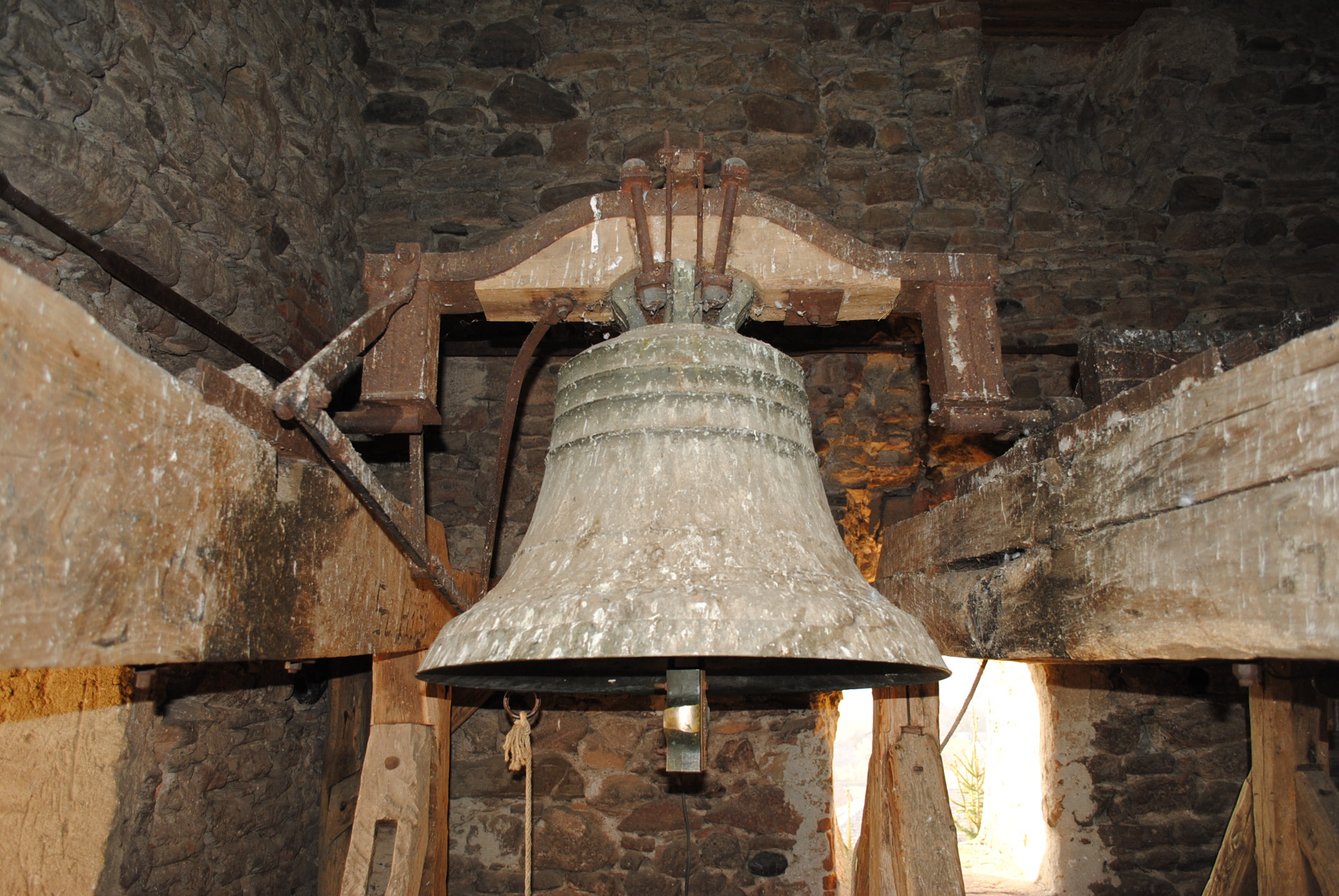
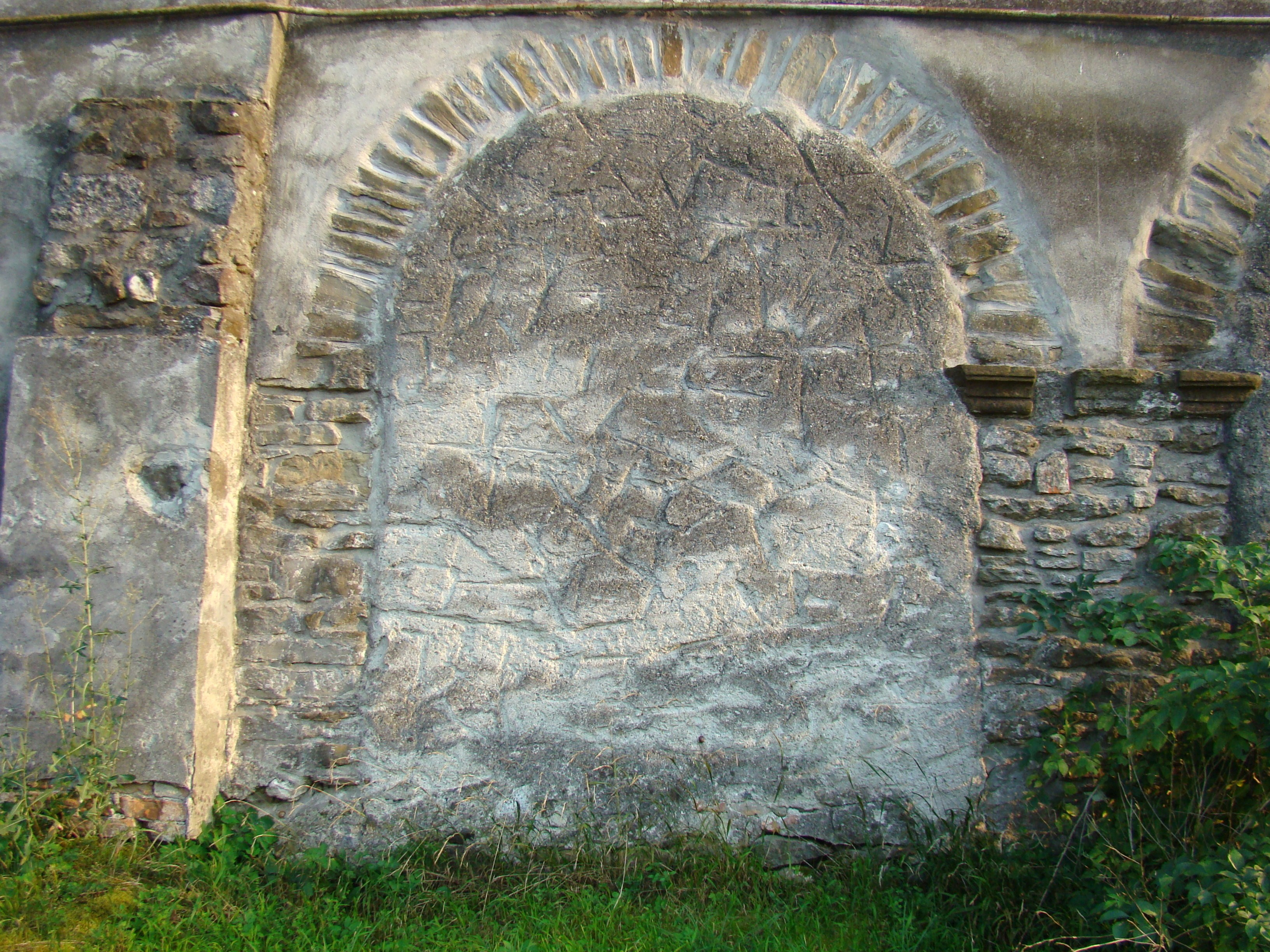
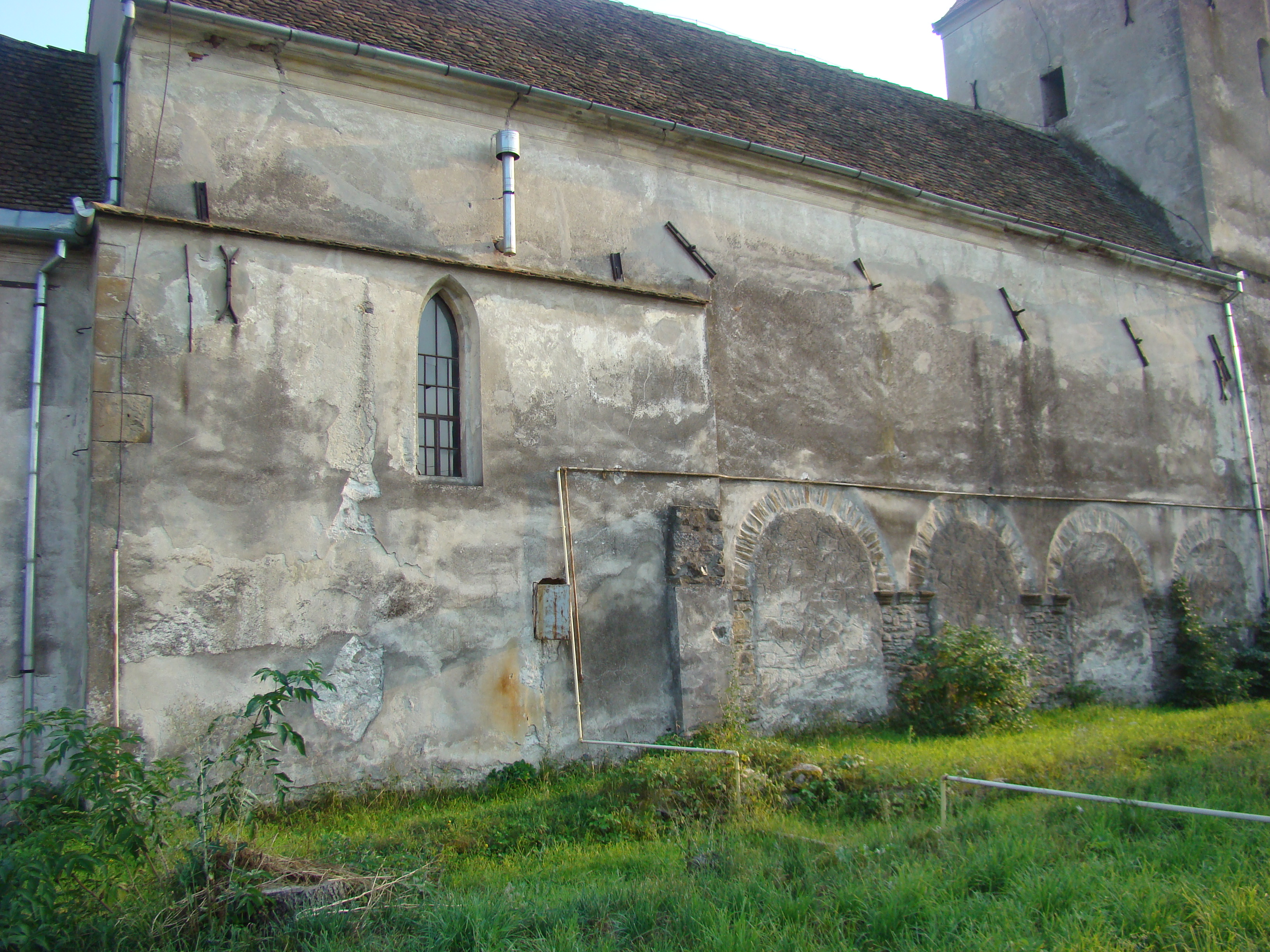
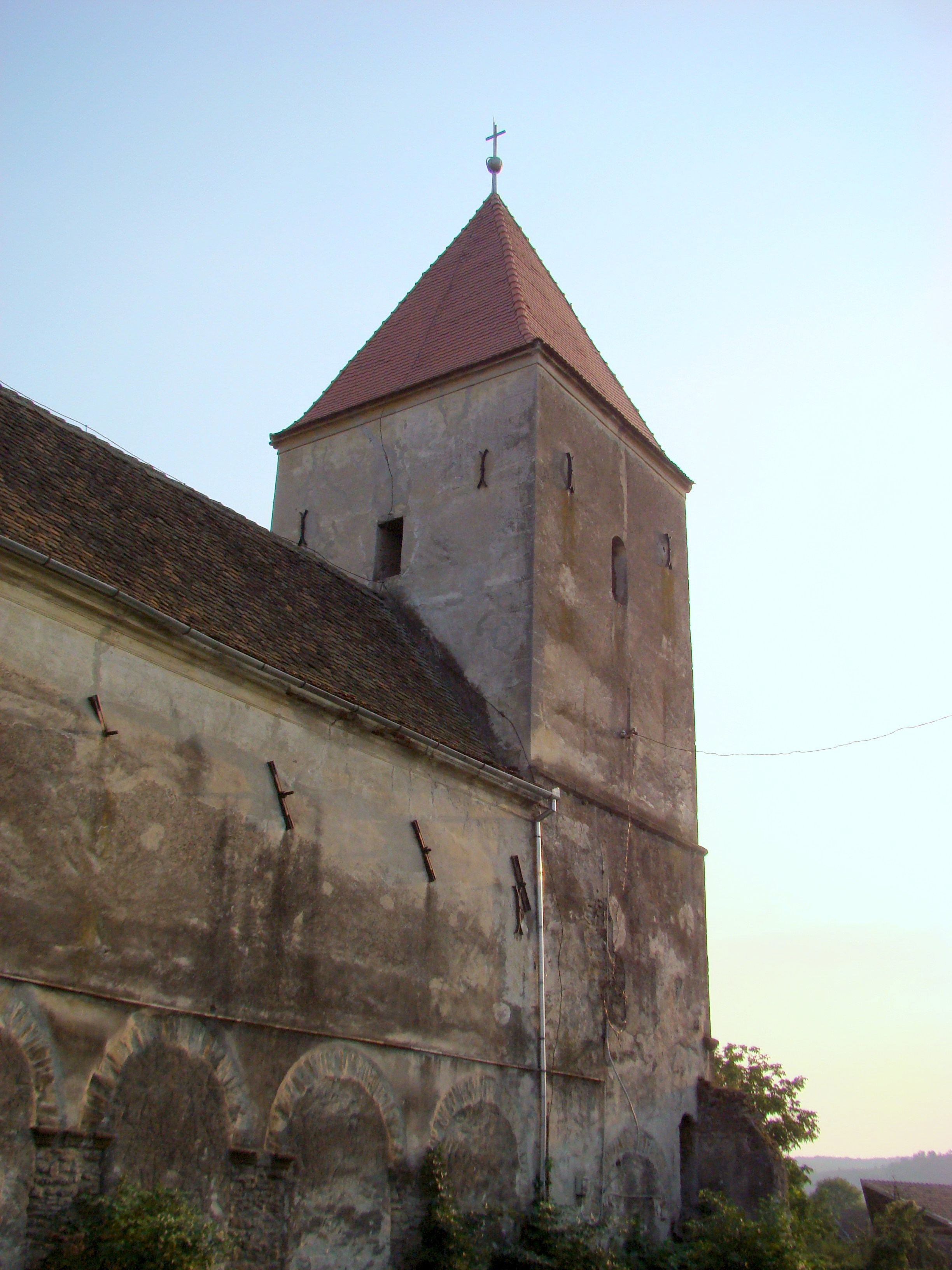
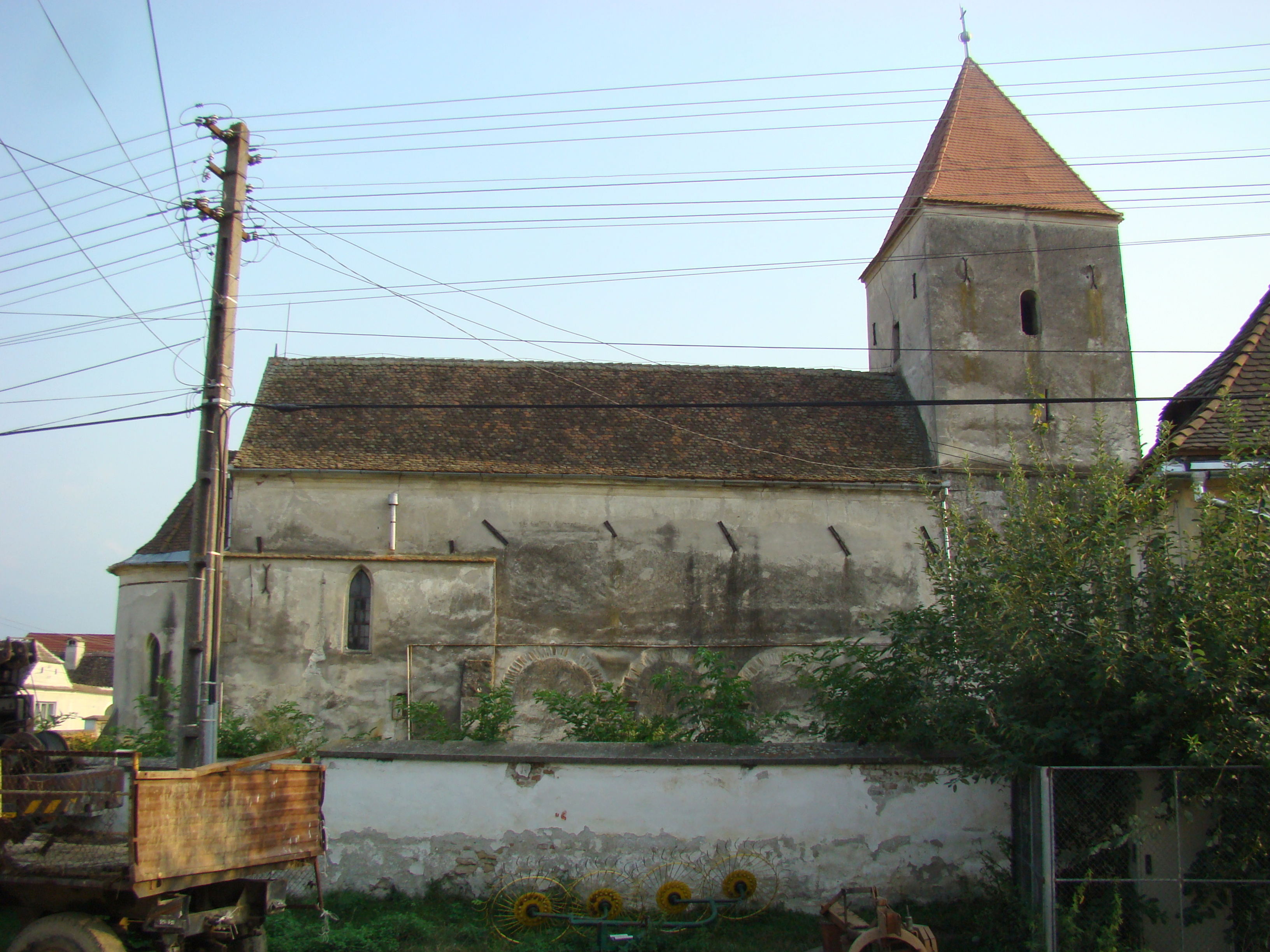
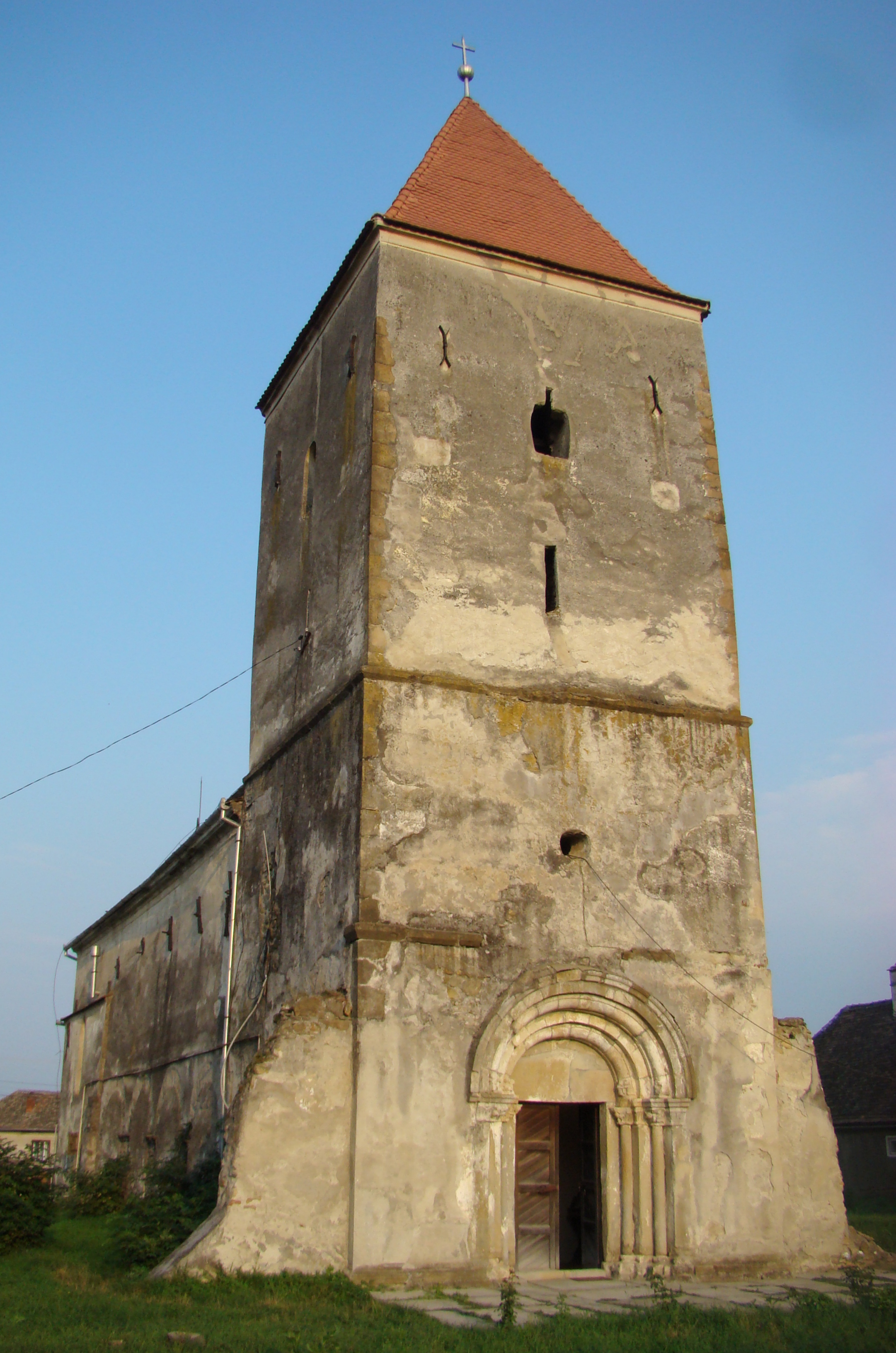
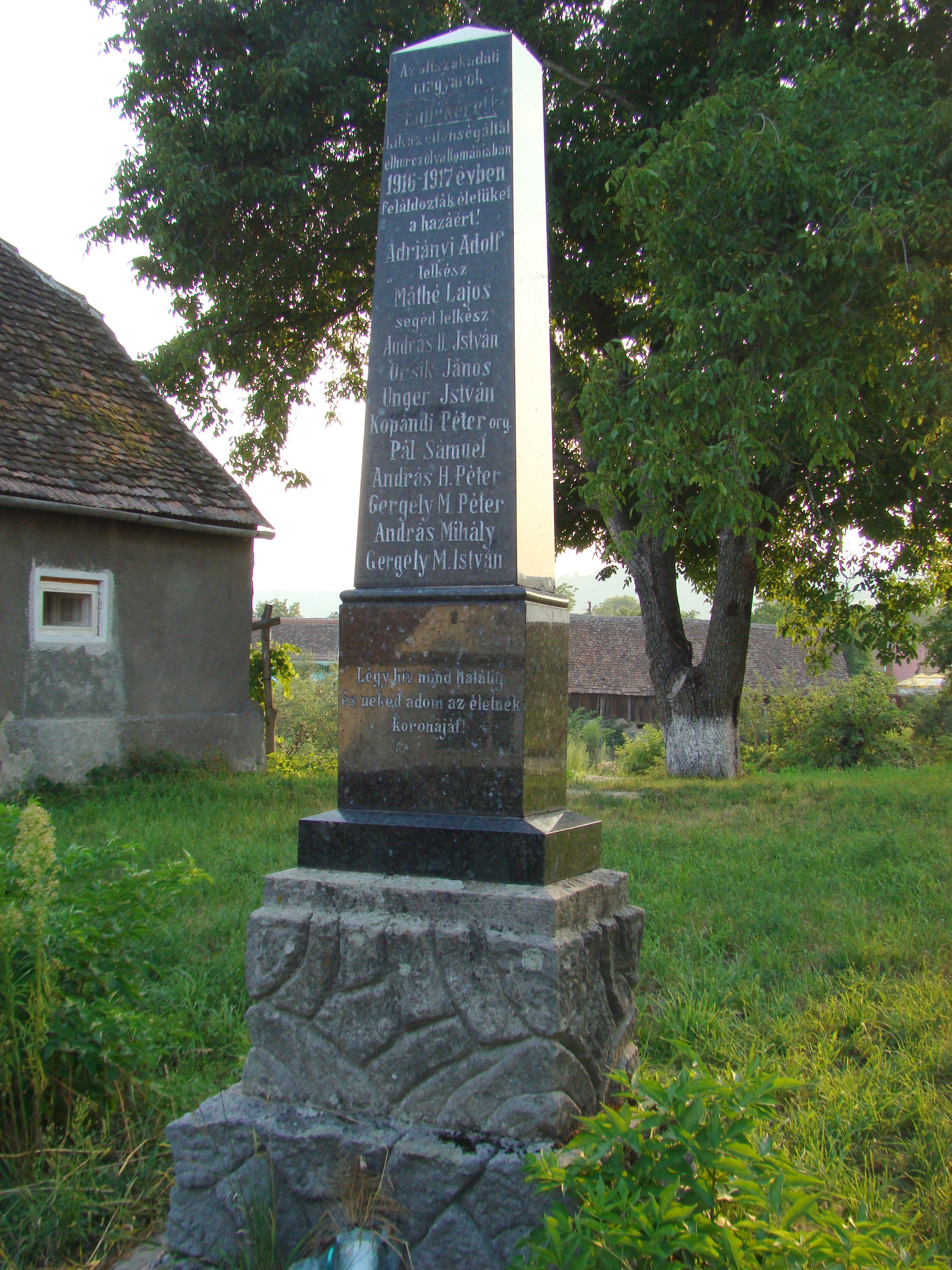
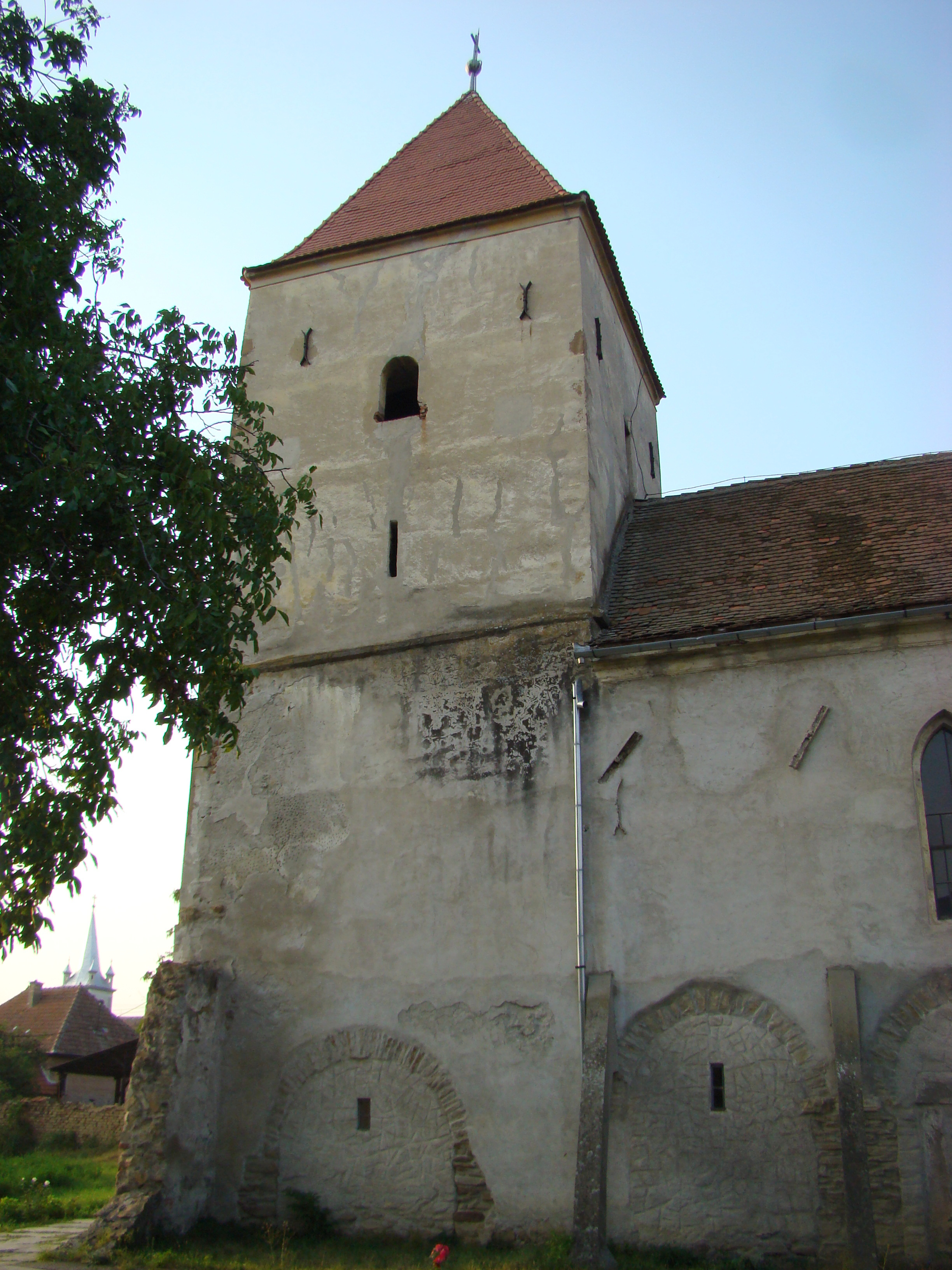
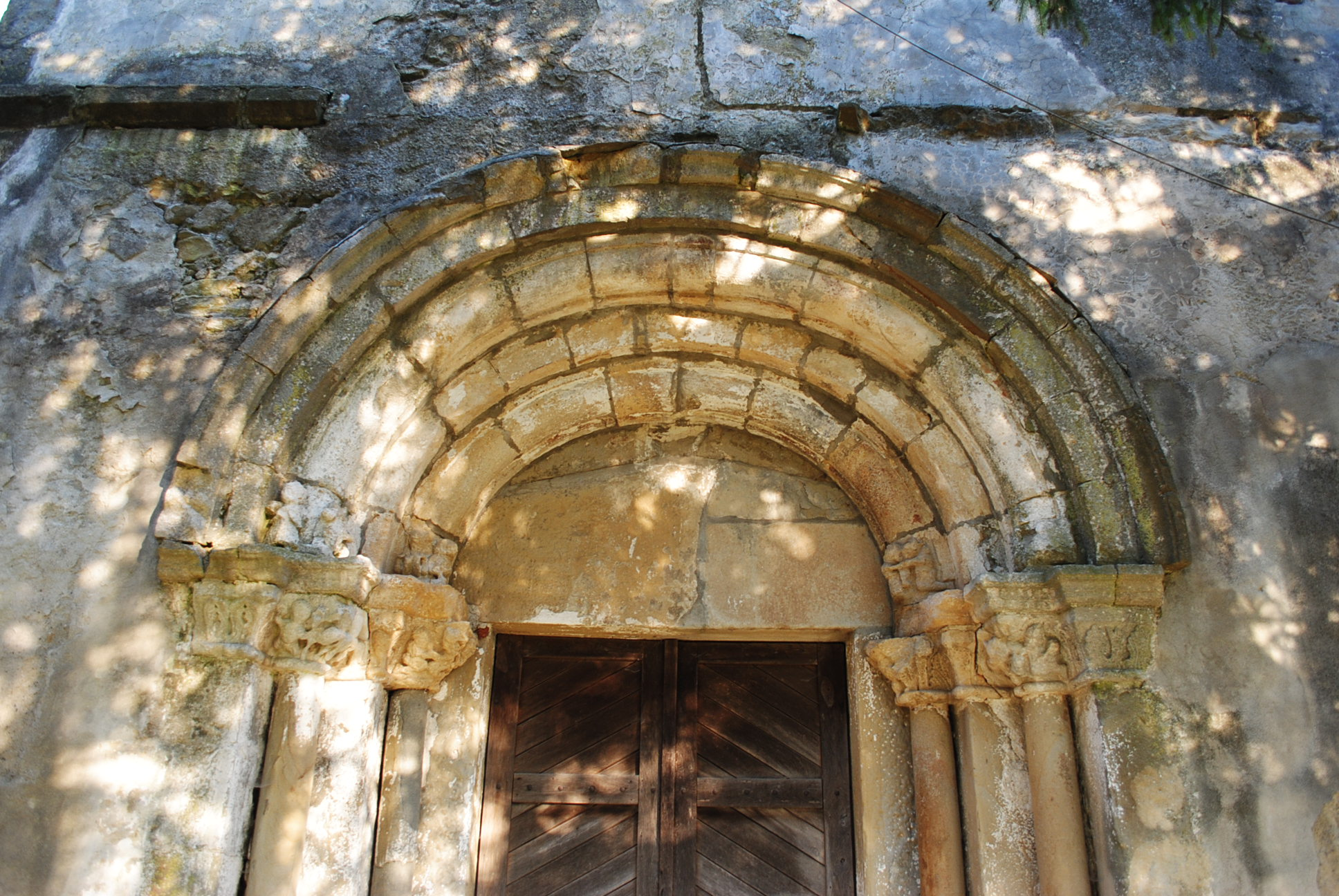
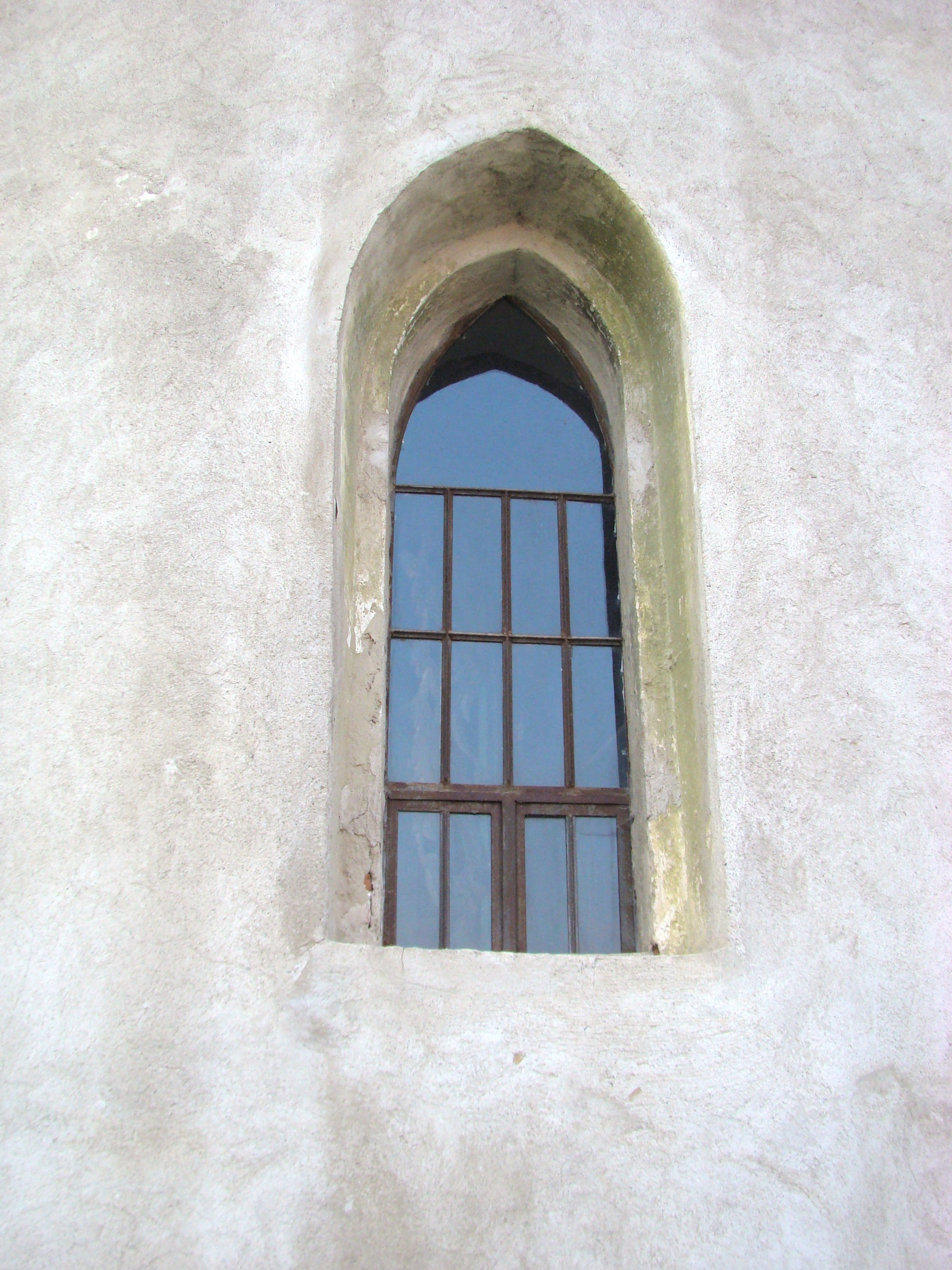
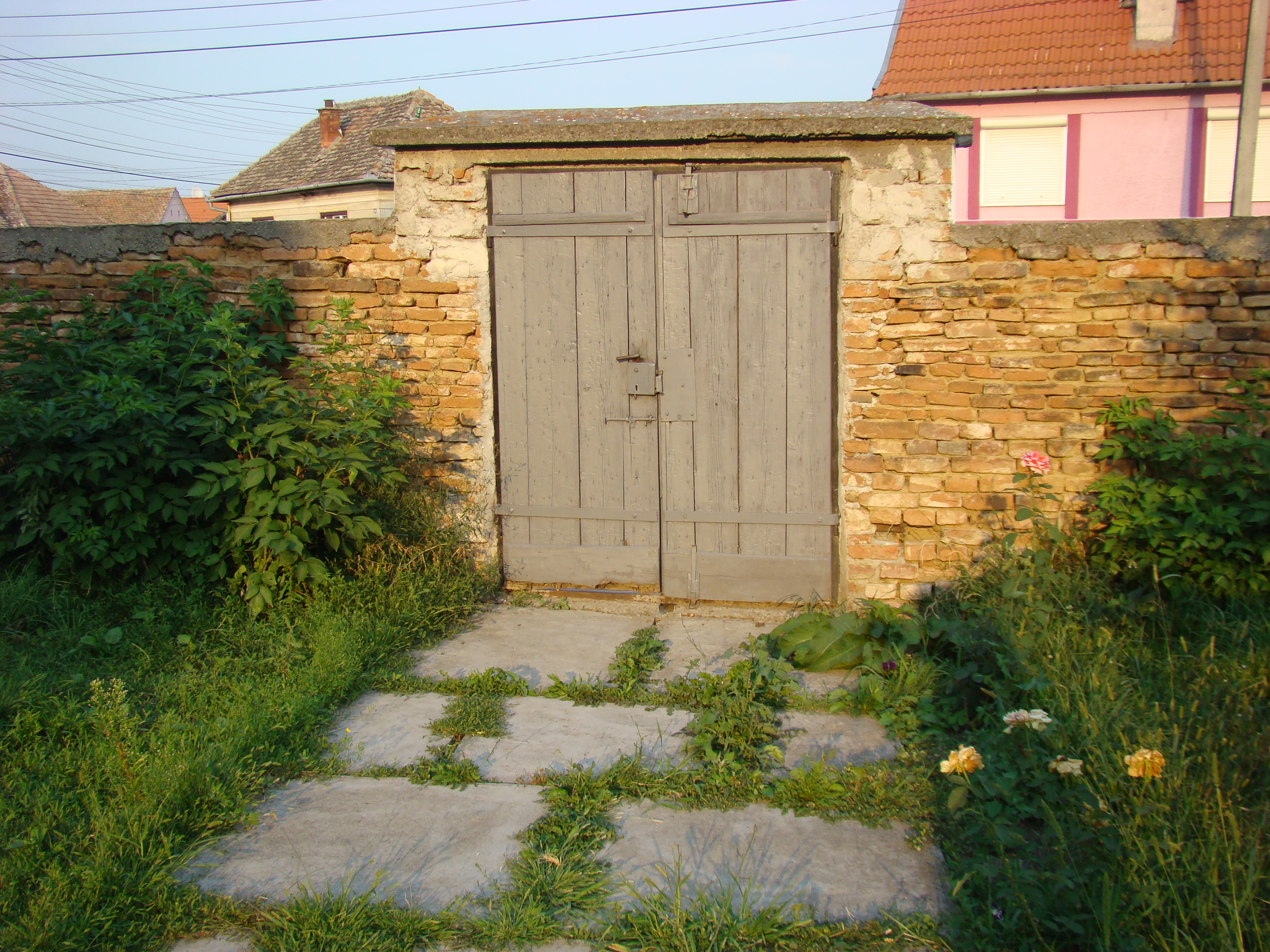
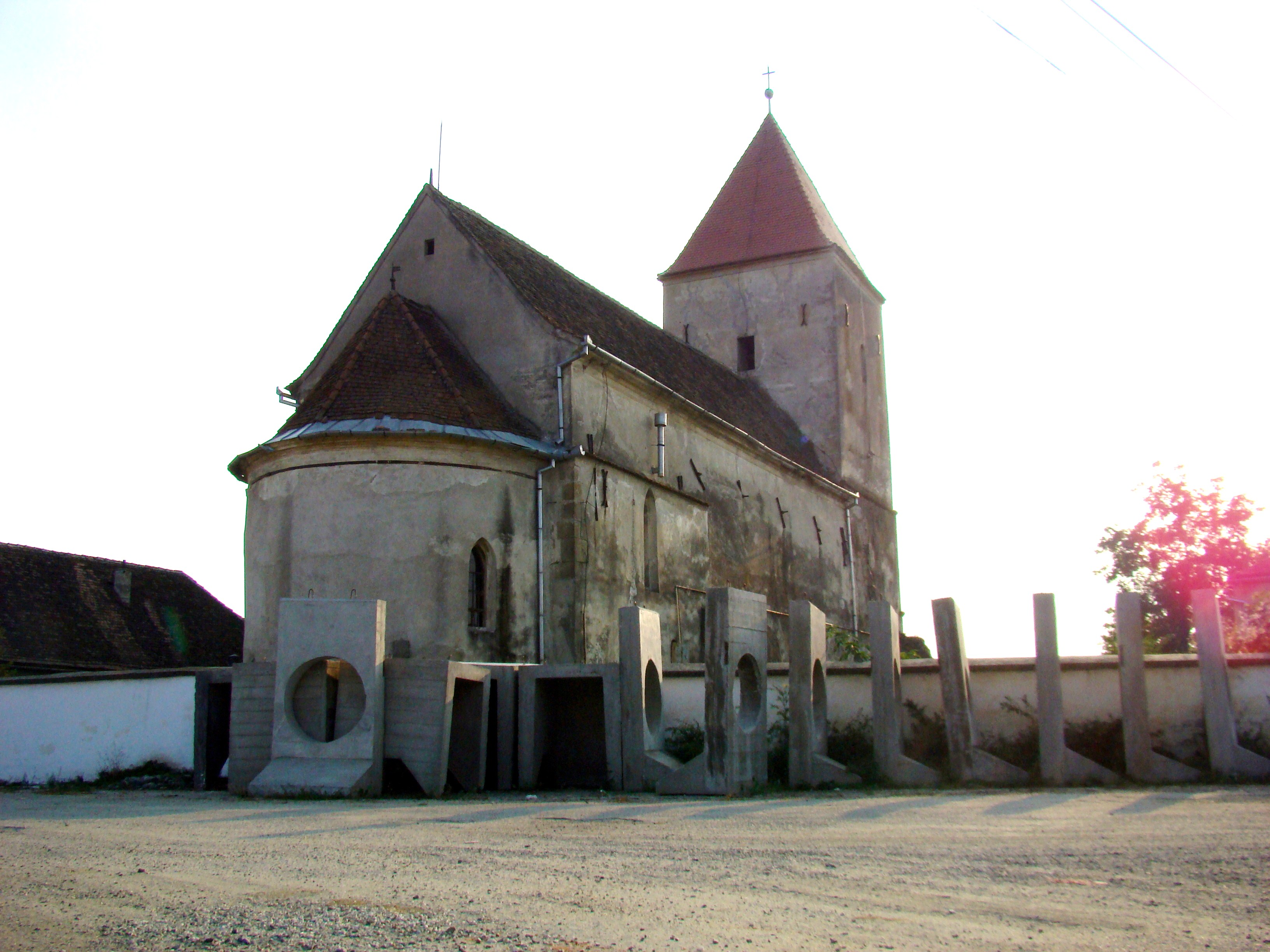
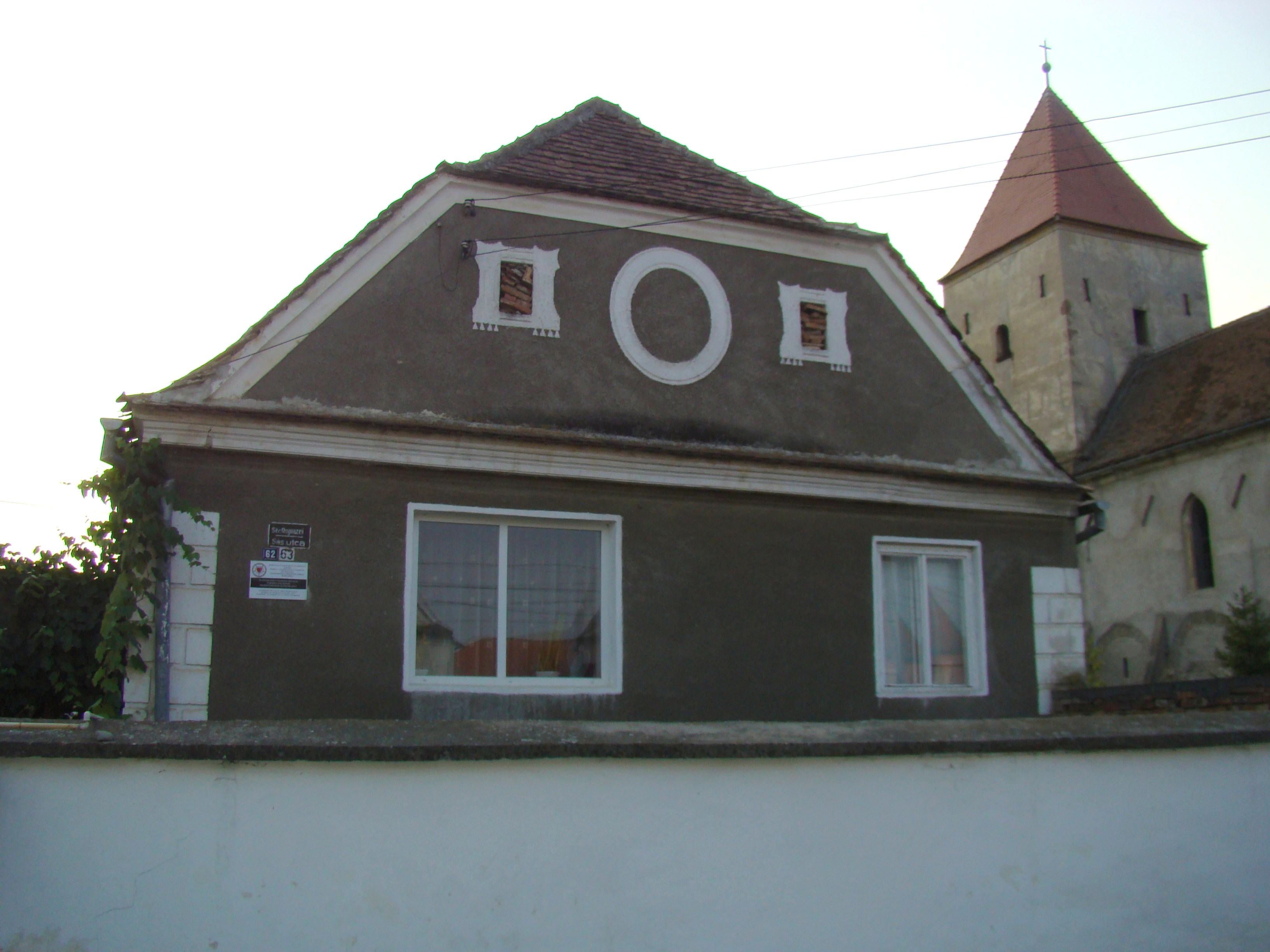
Casa parohială

## Imagini din interior

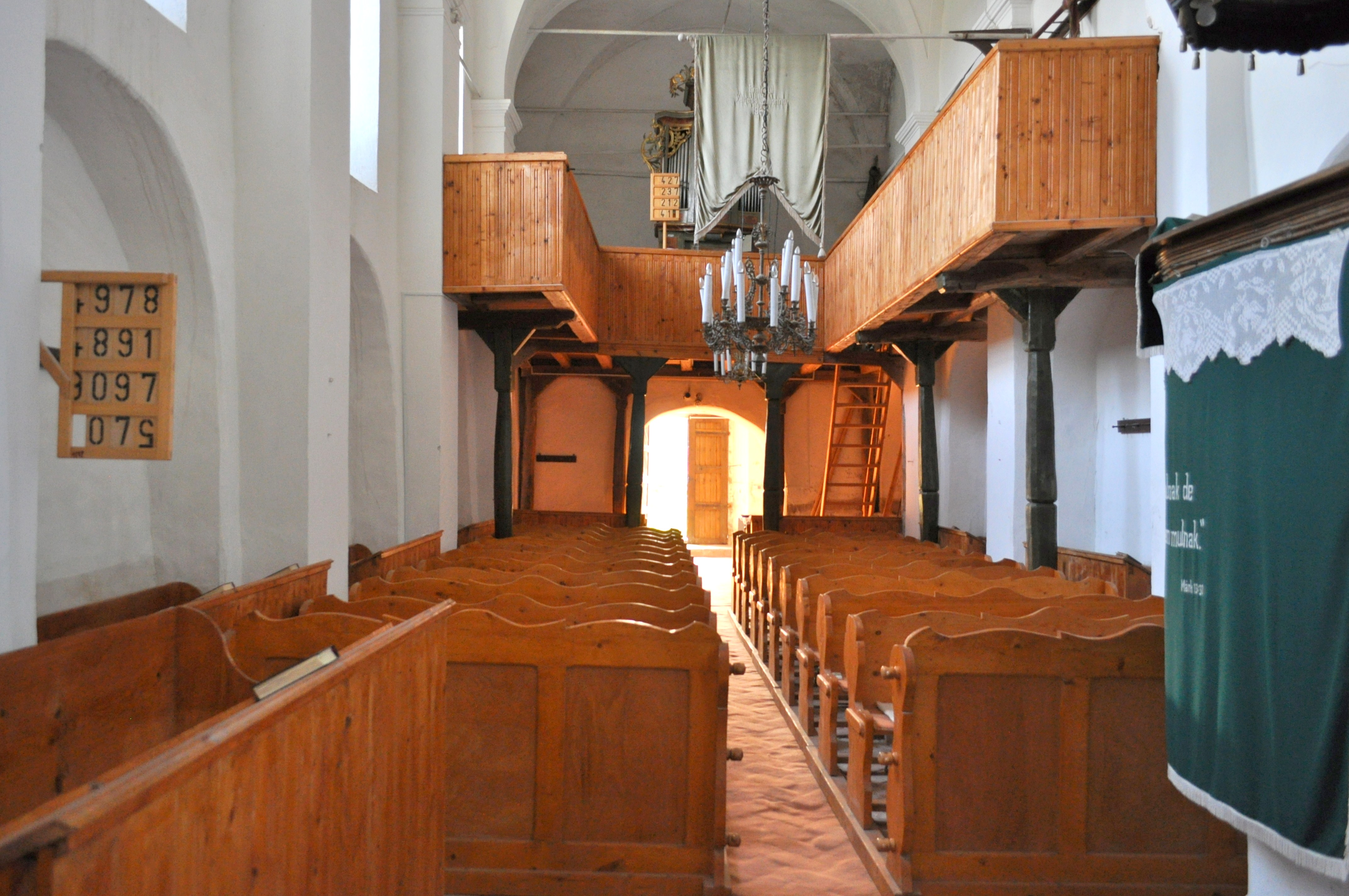
Vedere dinspre altar a interiorului bisericii
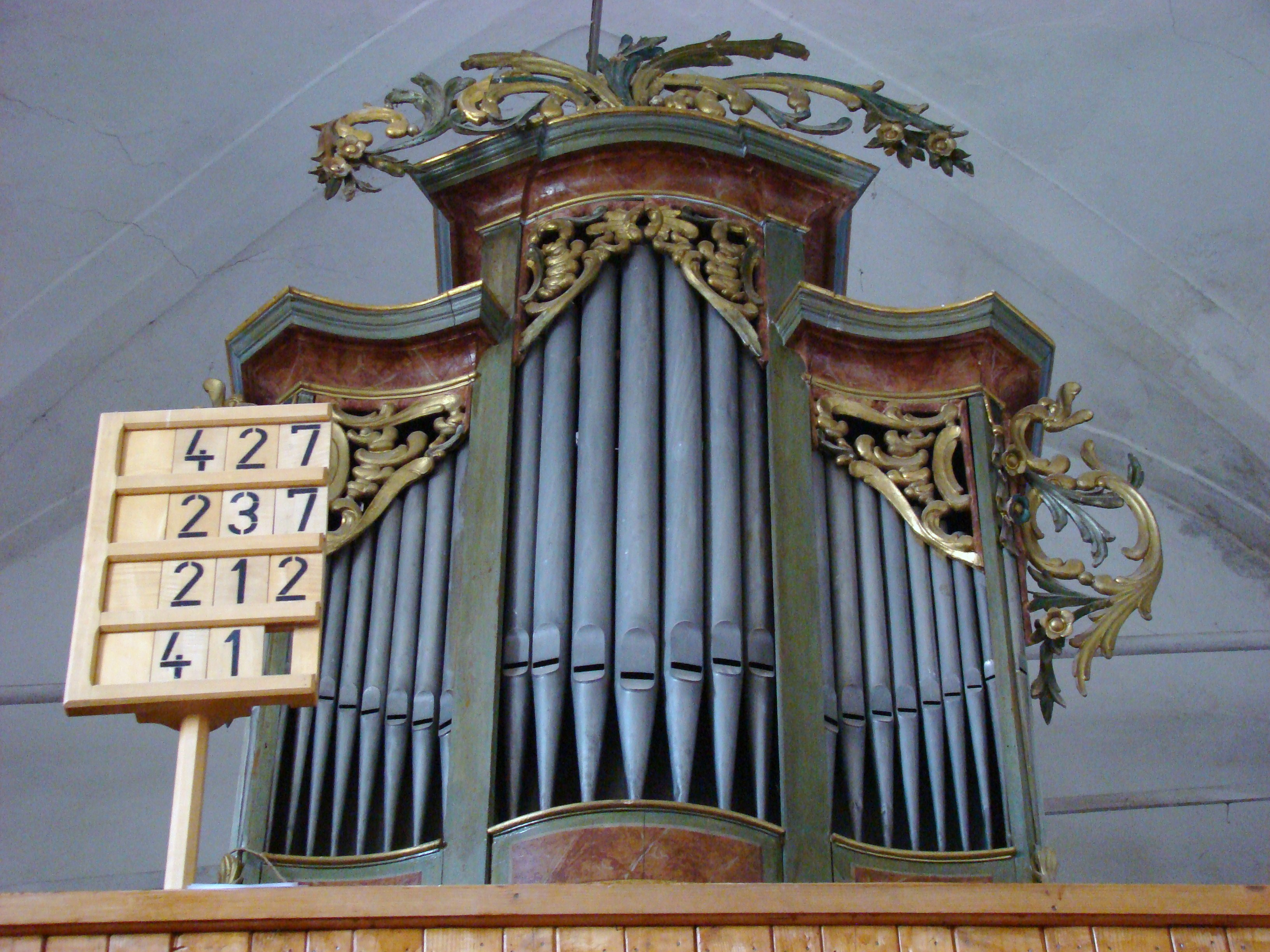
Orga bisericii, realizată la Brașov în 1907, de Károly Kinschenk
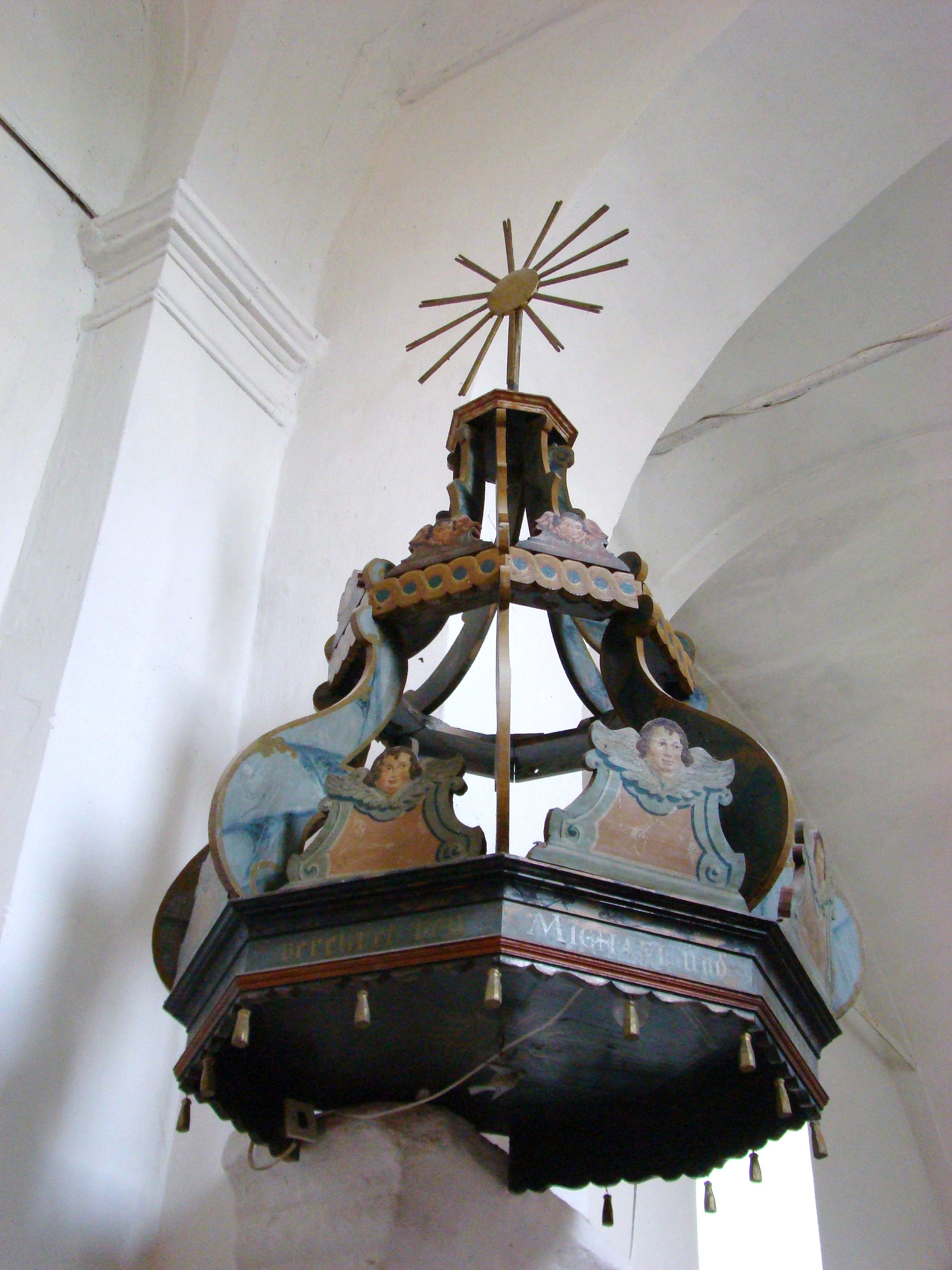
Coroana amvonului
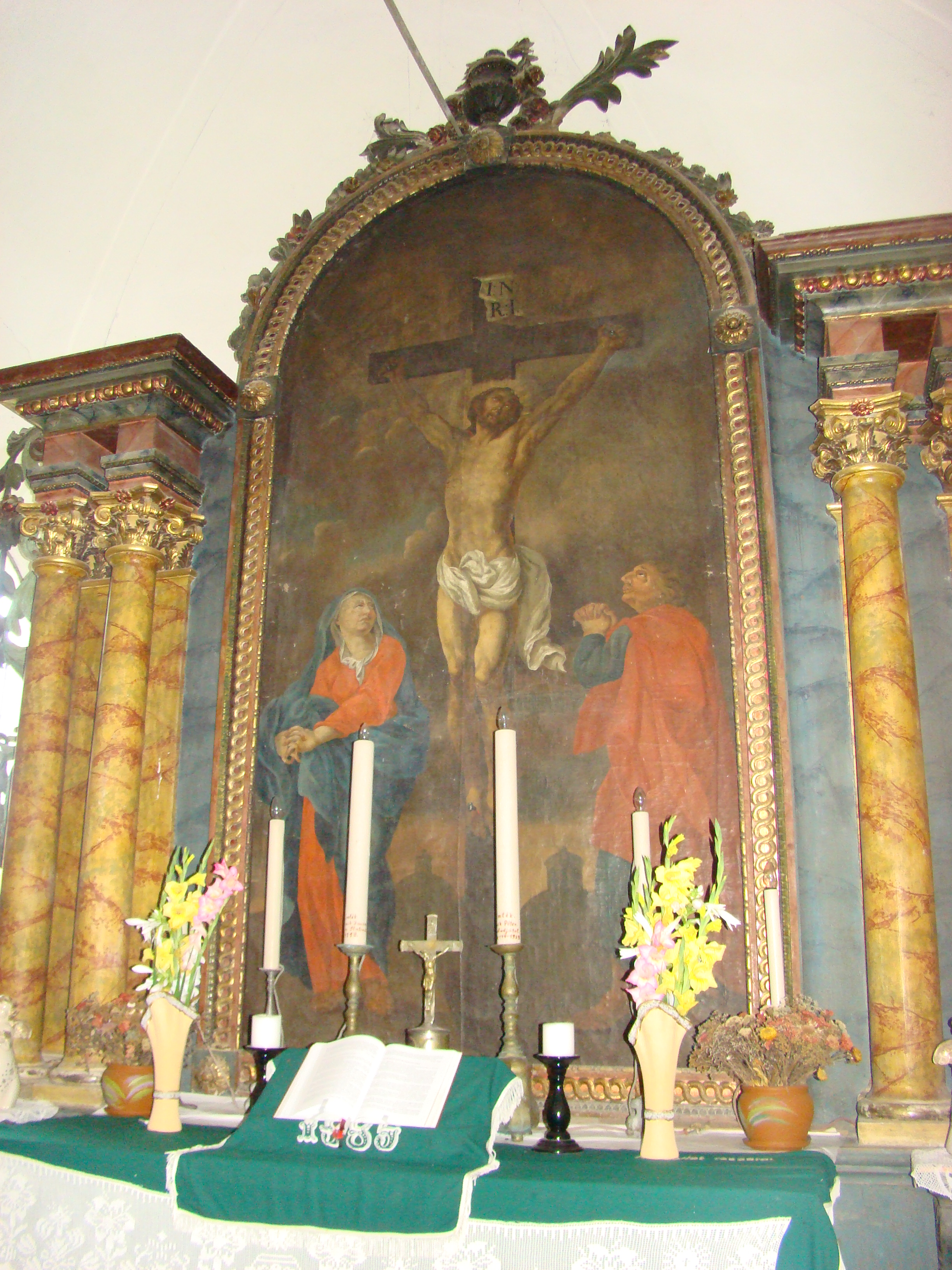
Răstignirea lui Isus
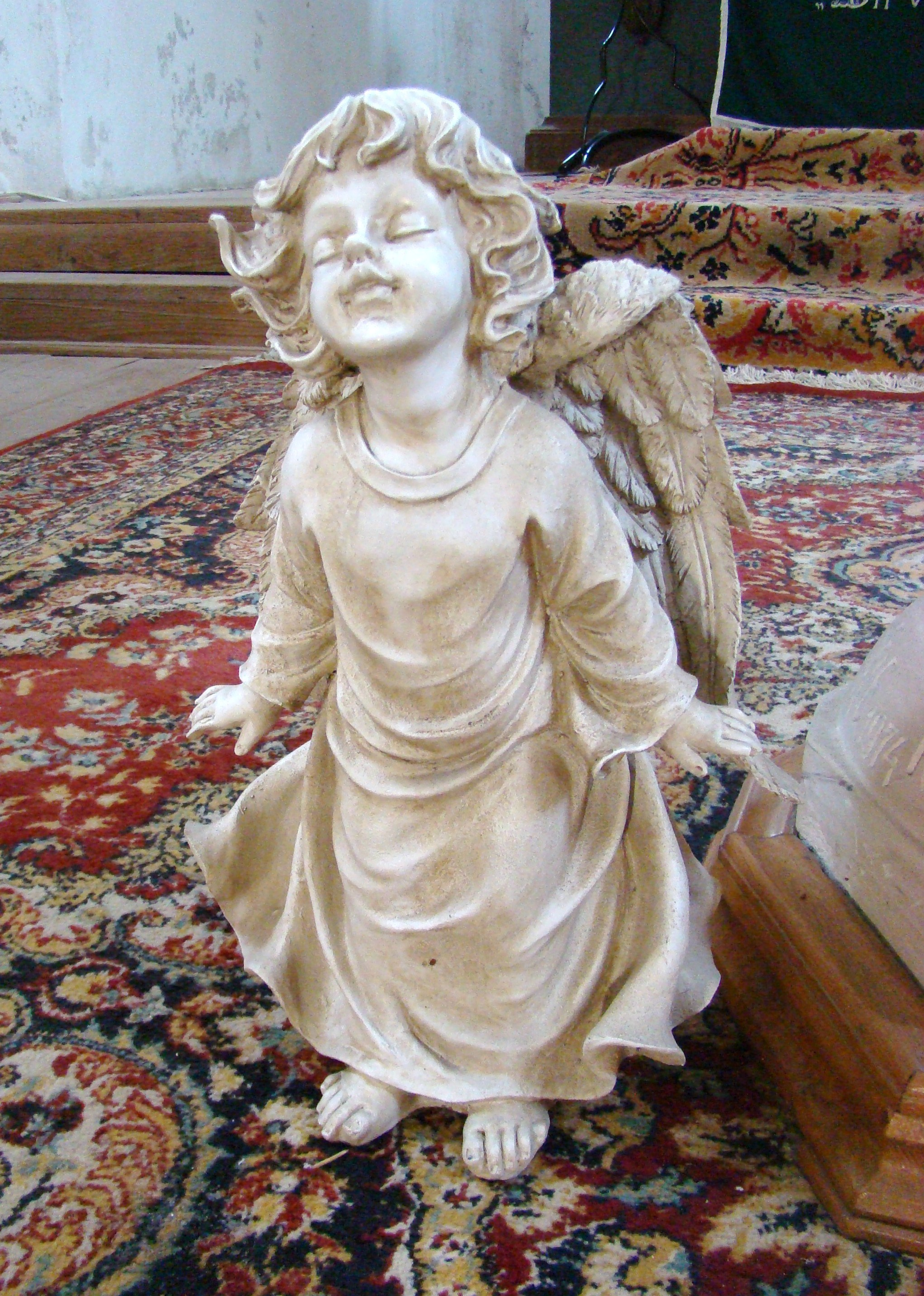
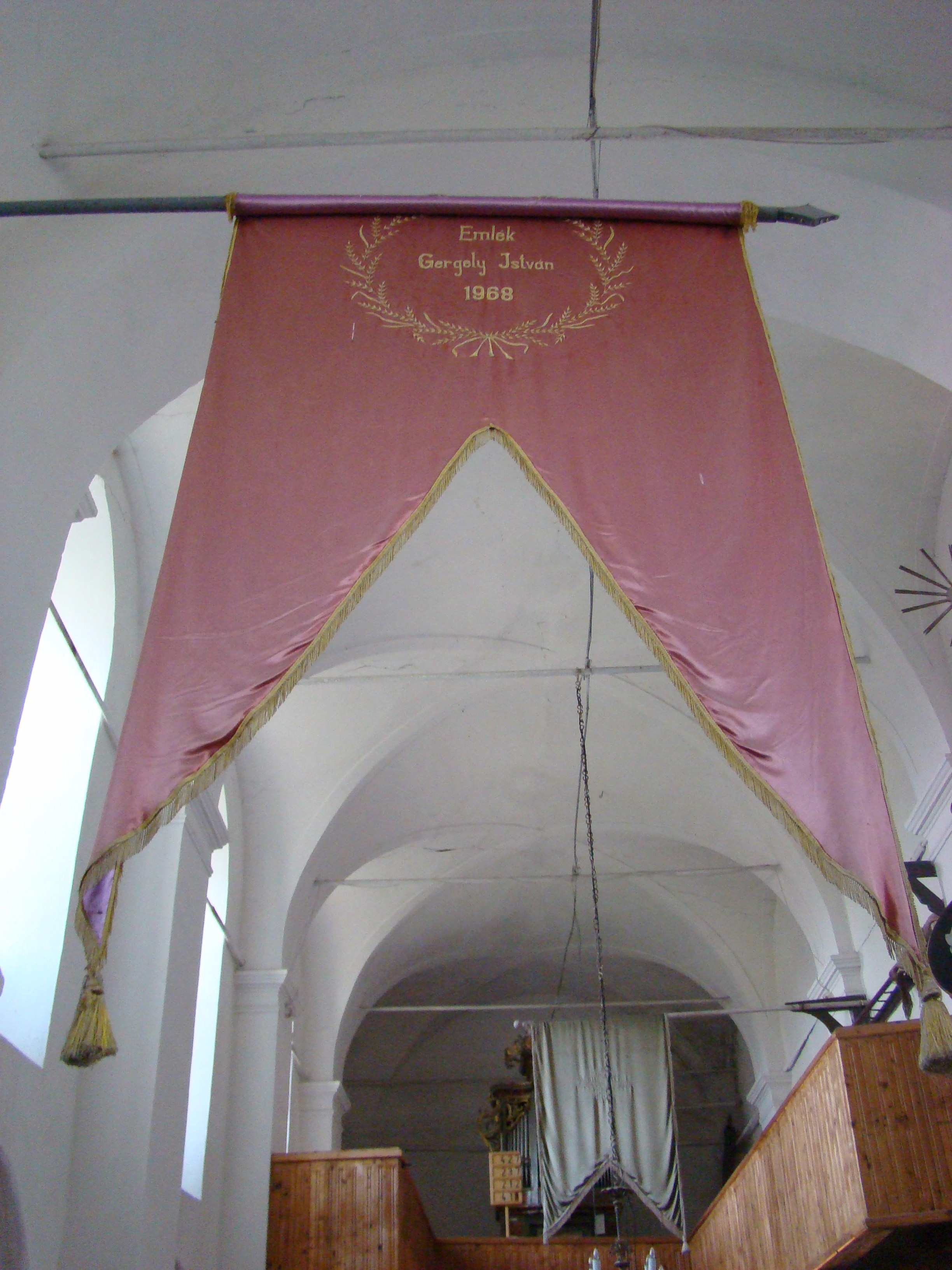
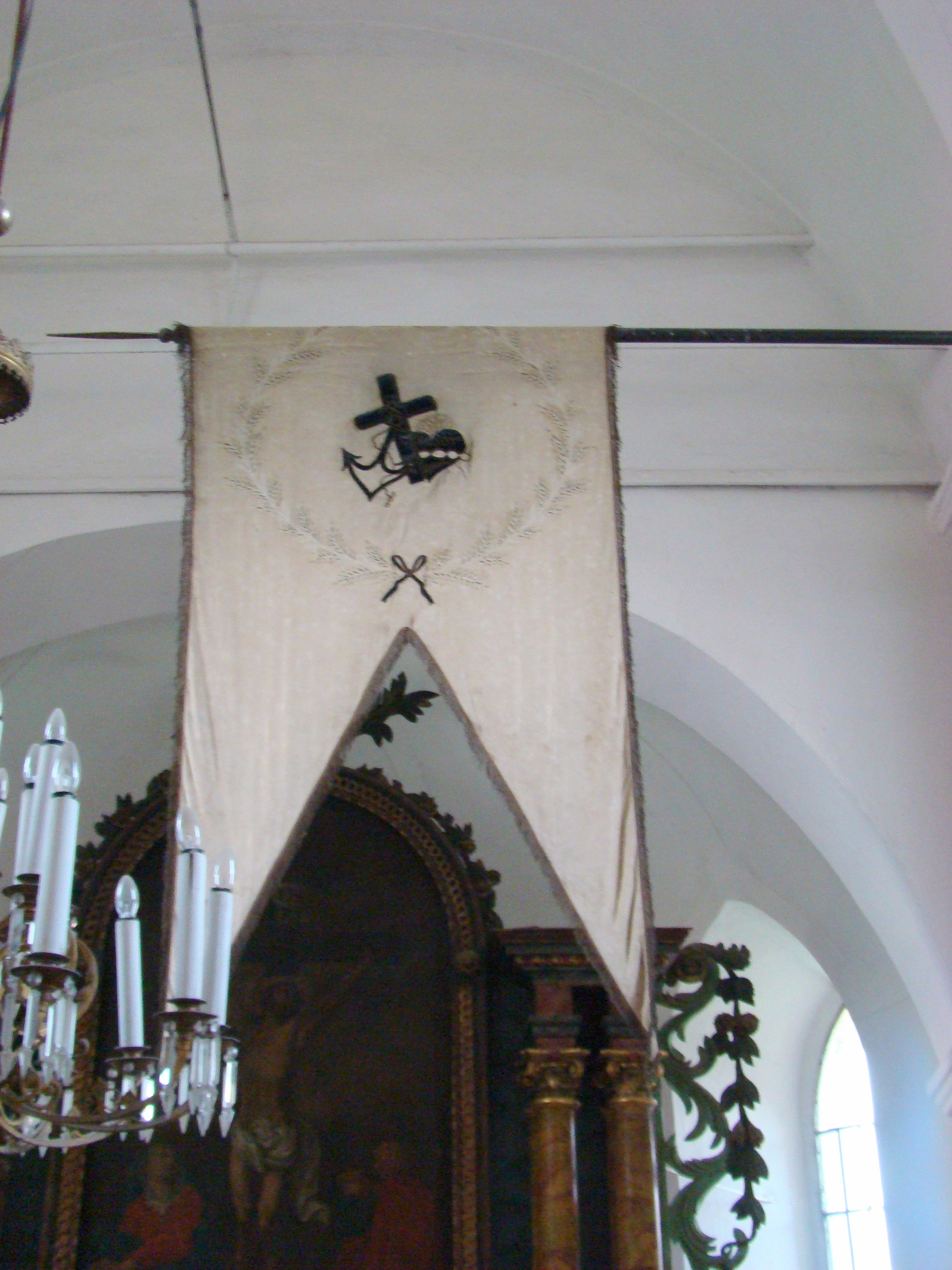
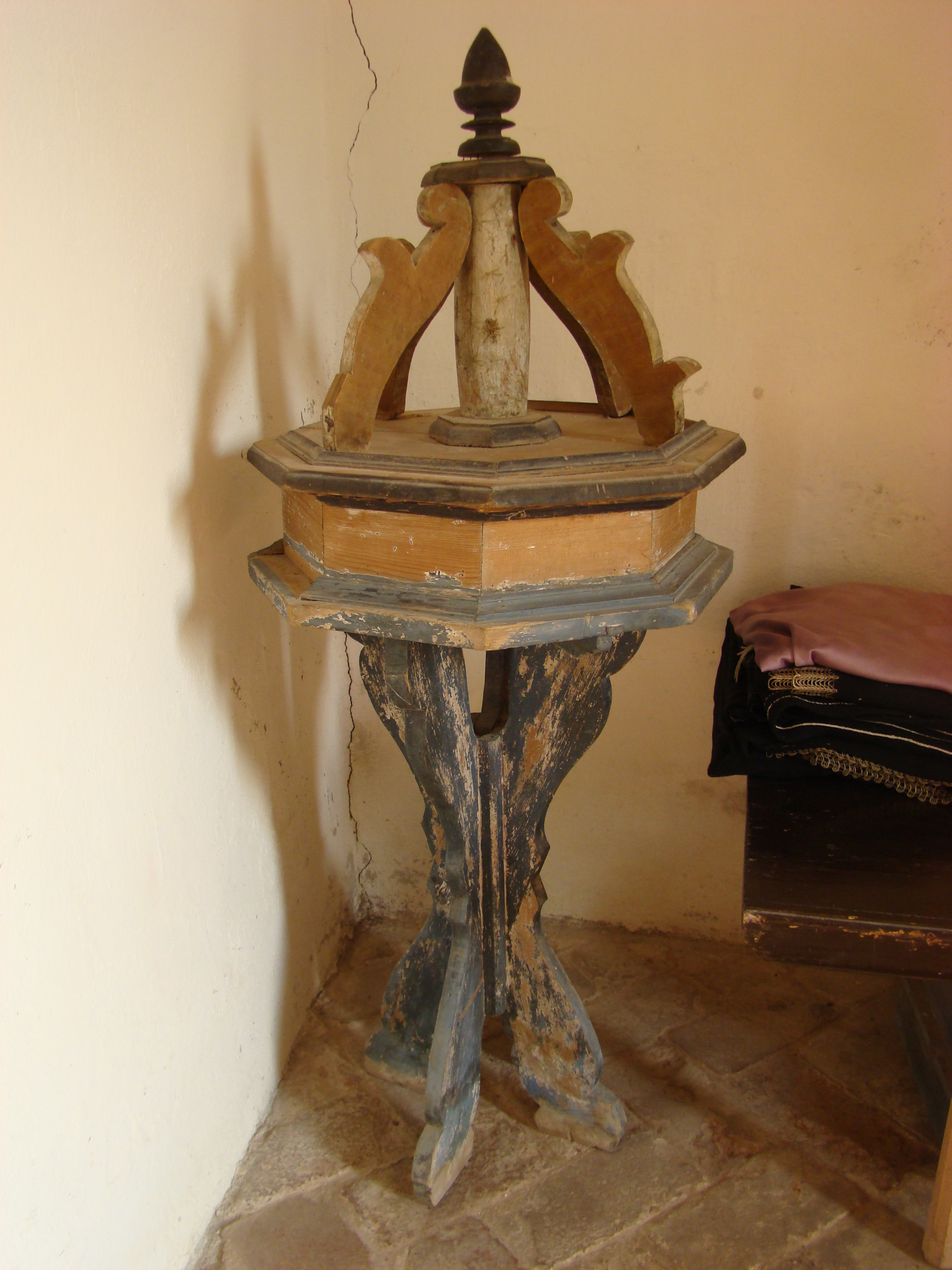
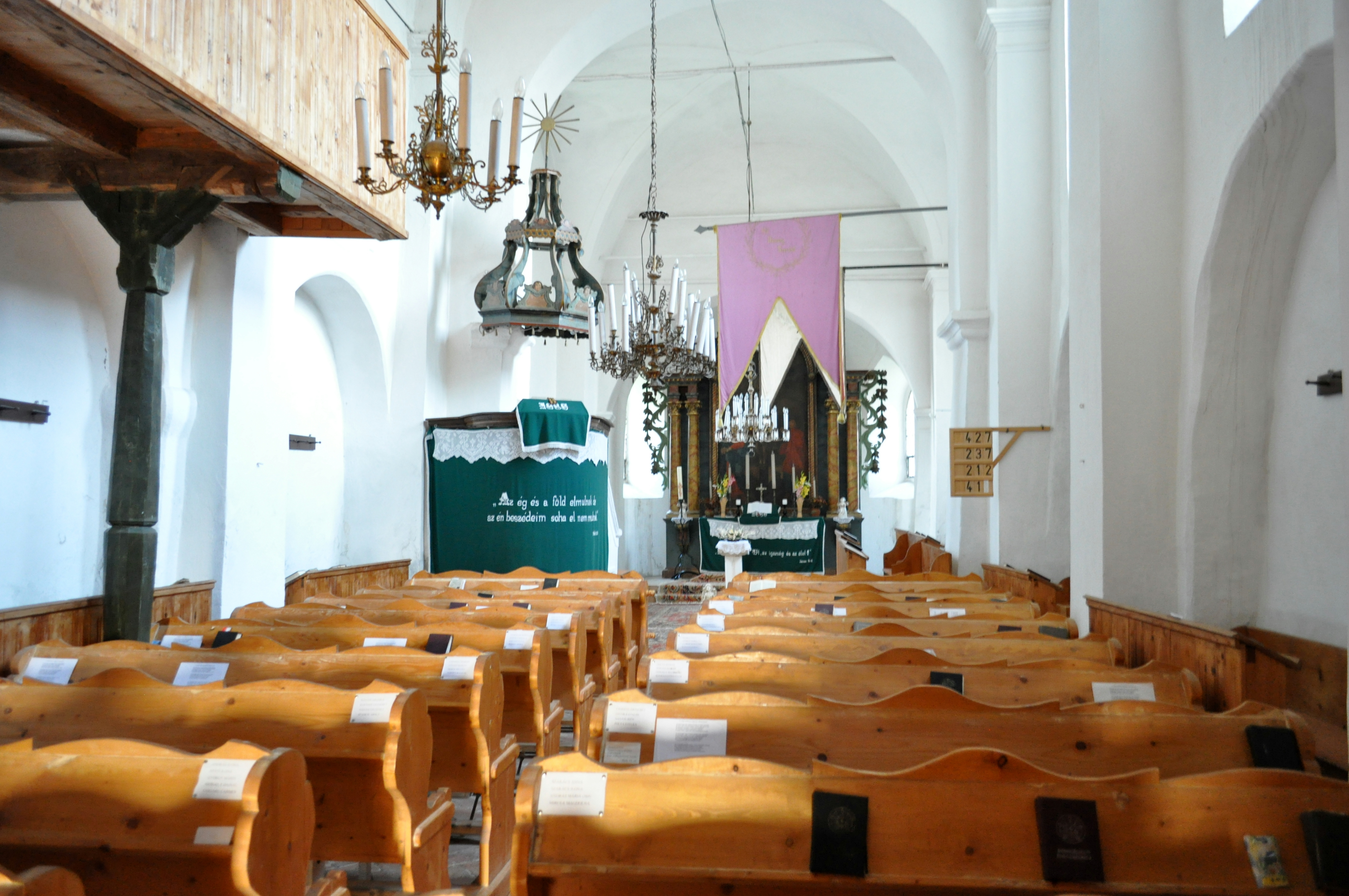
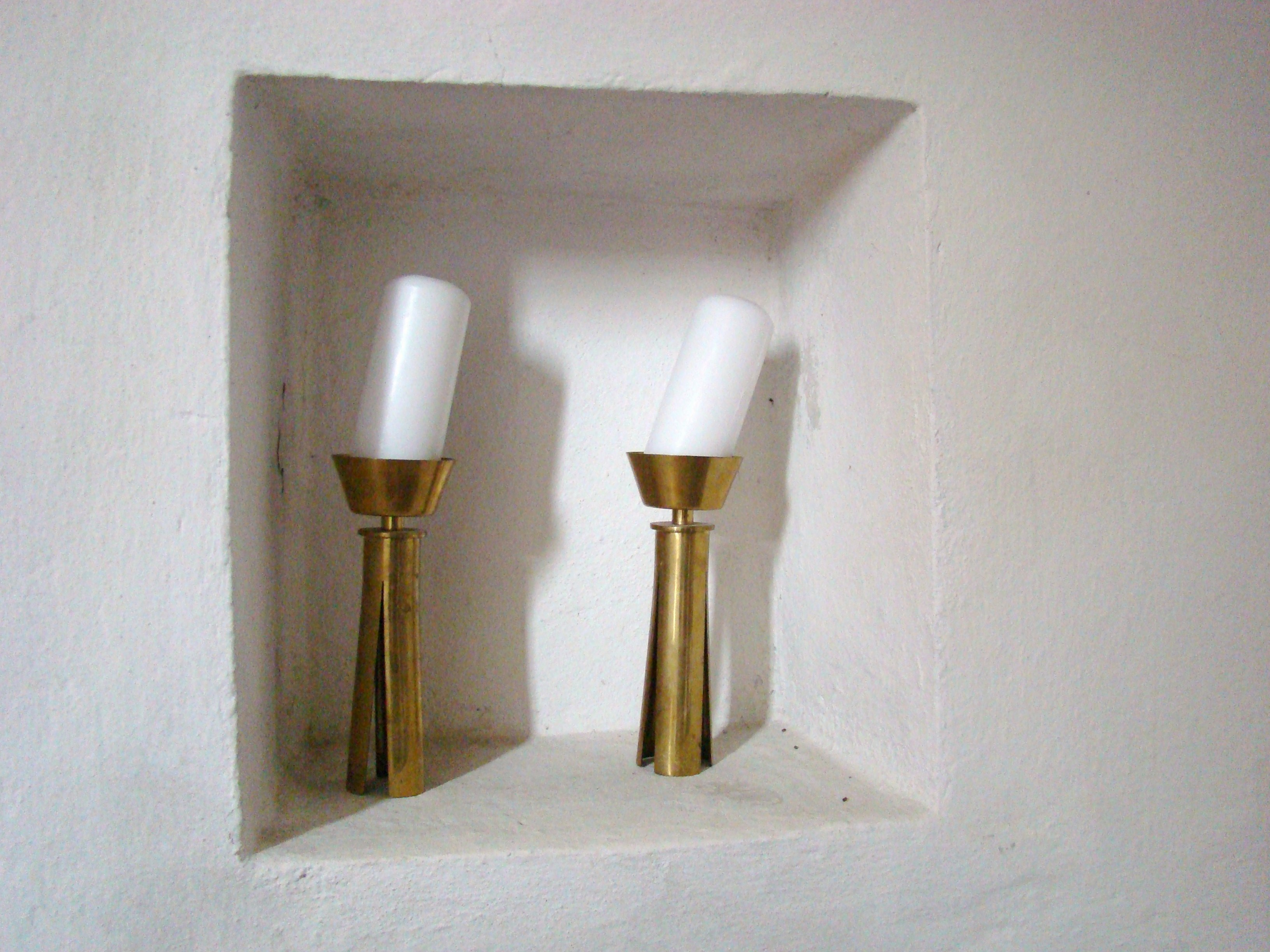
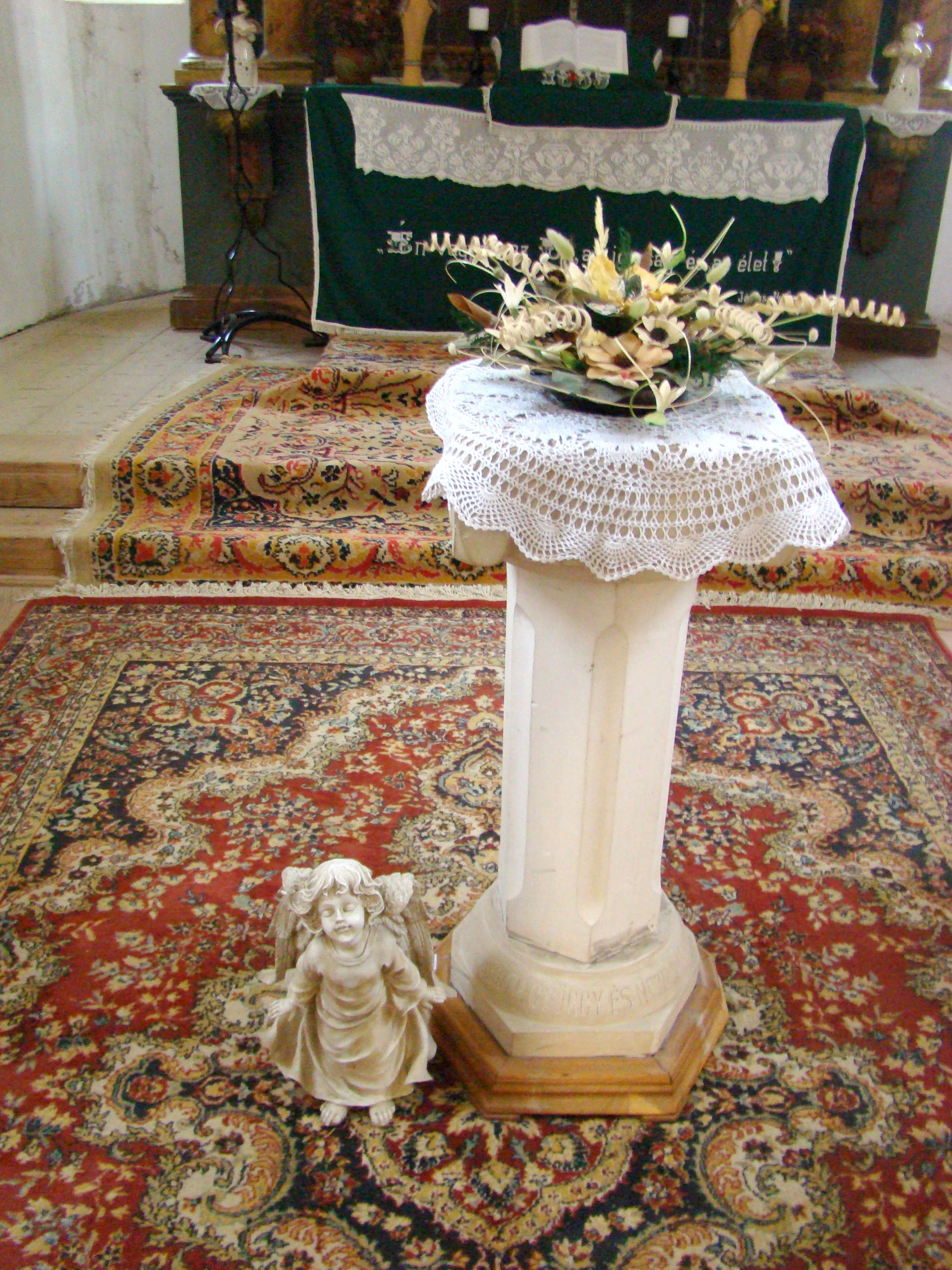
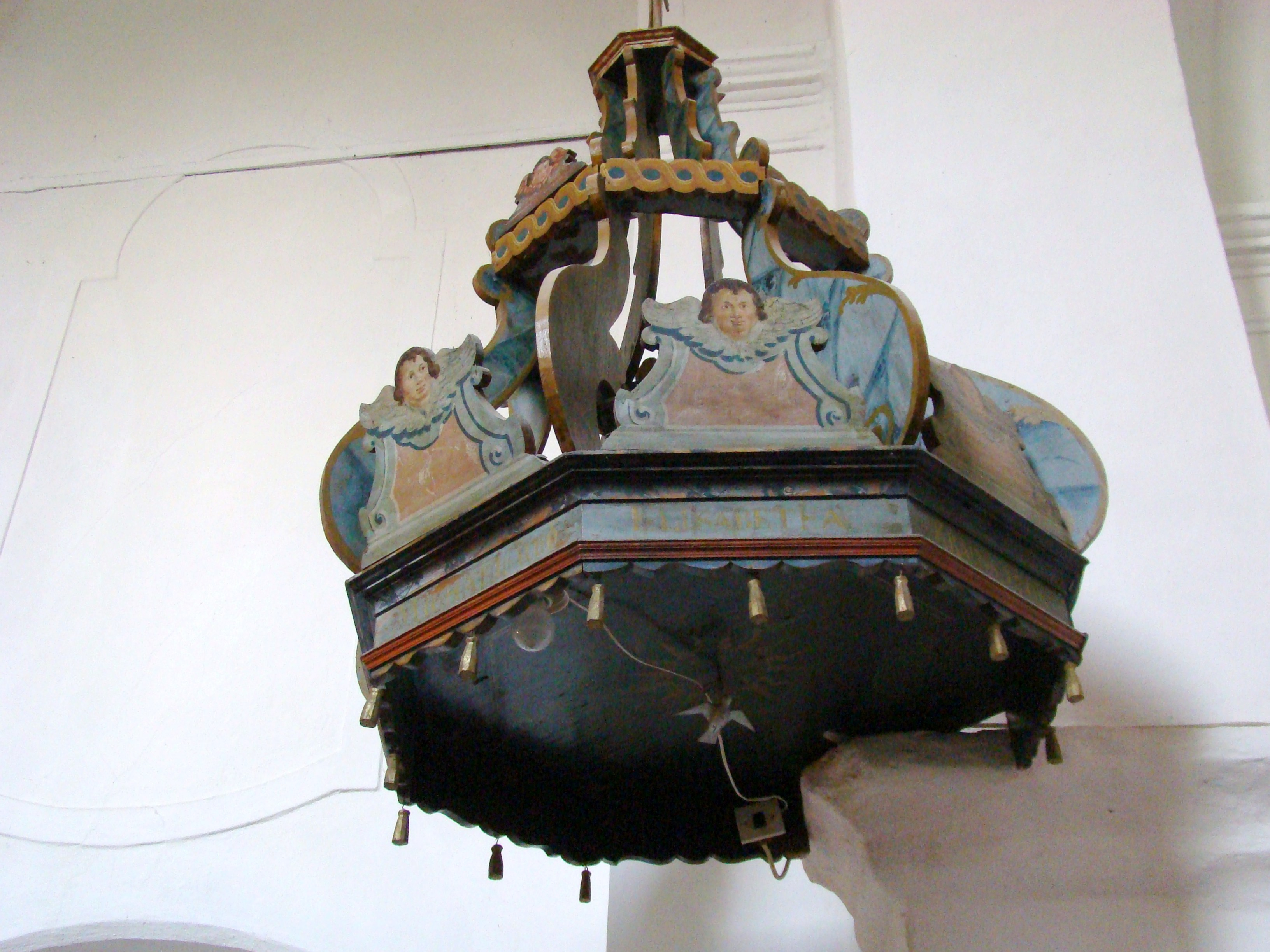
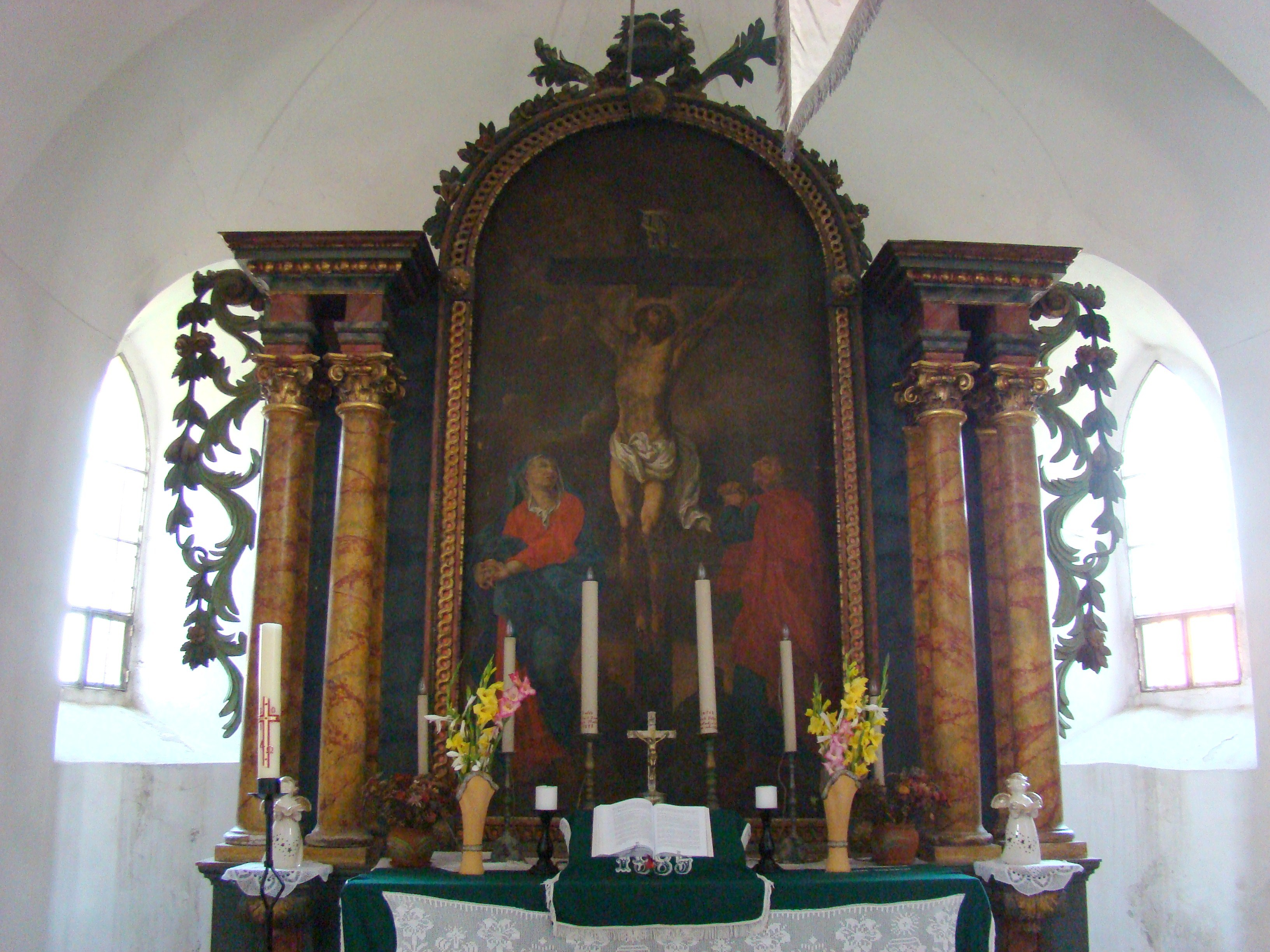
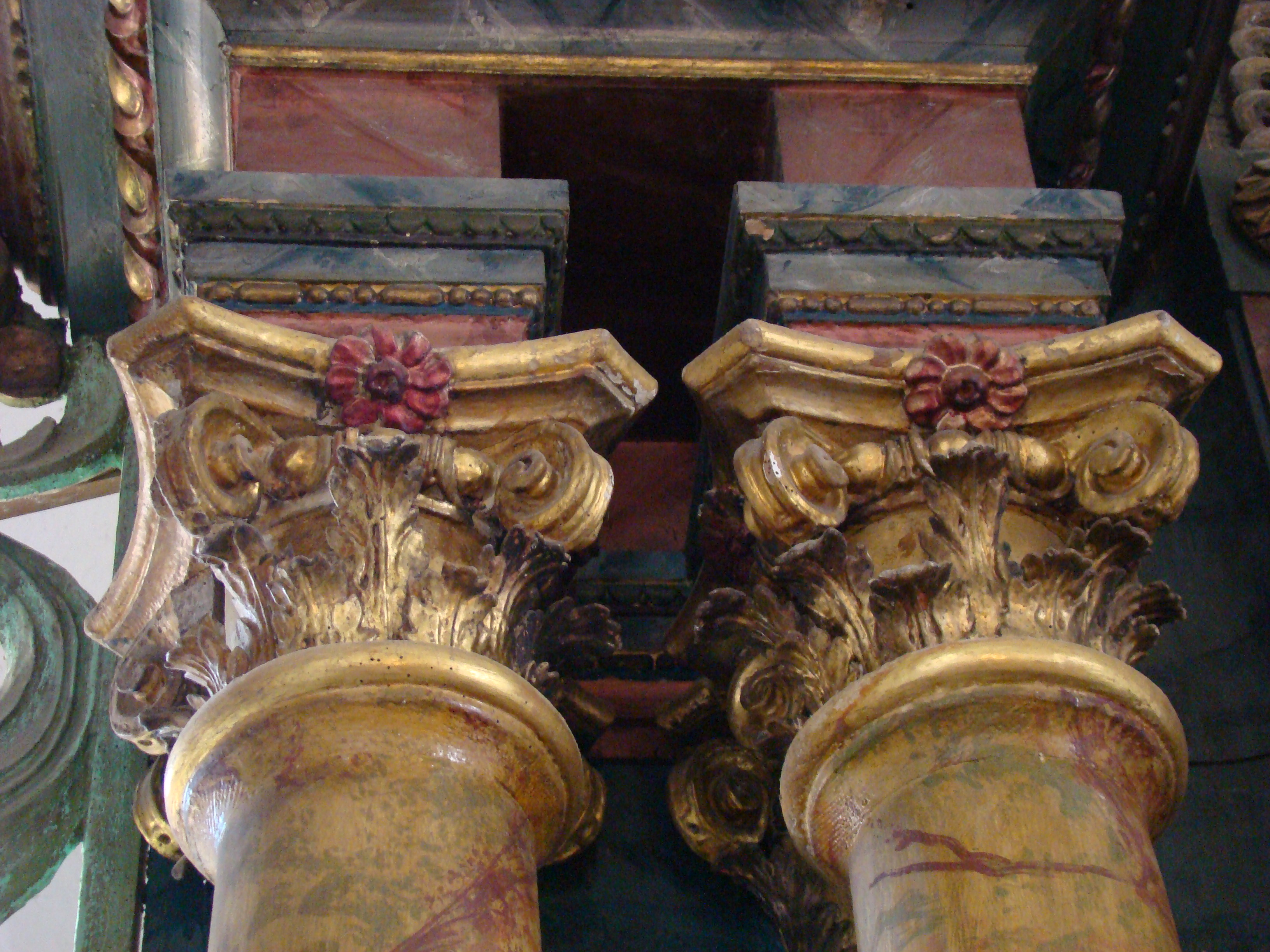
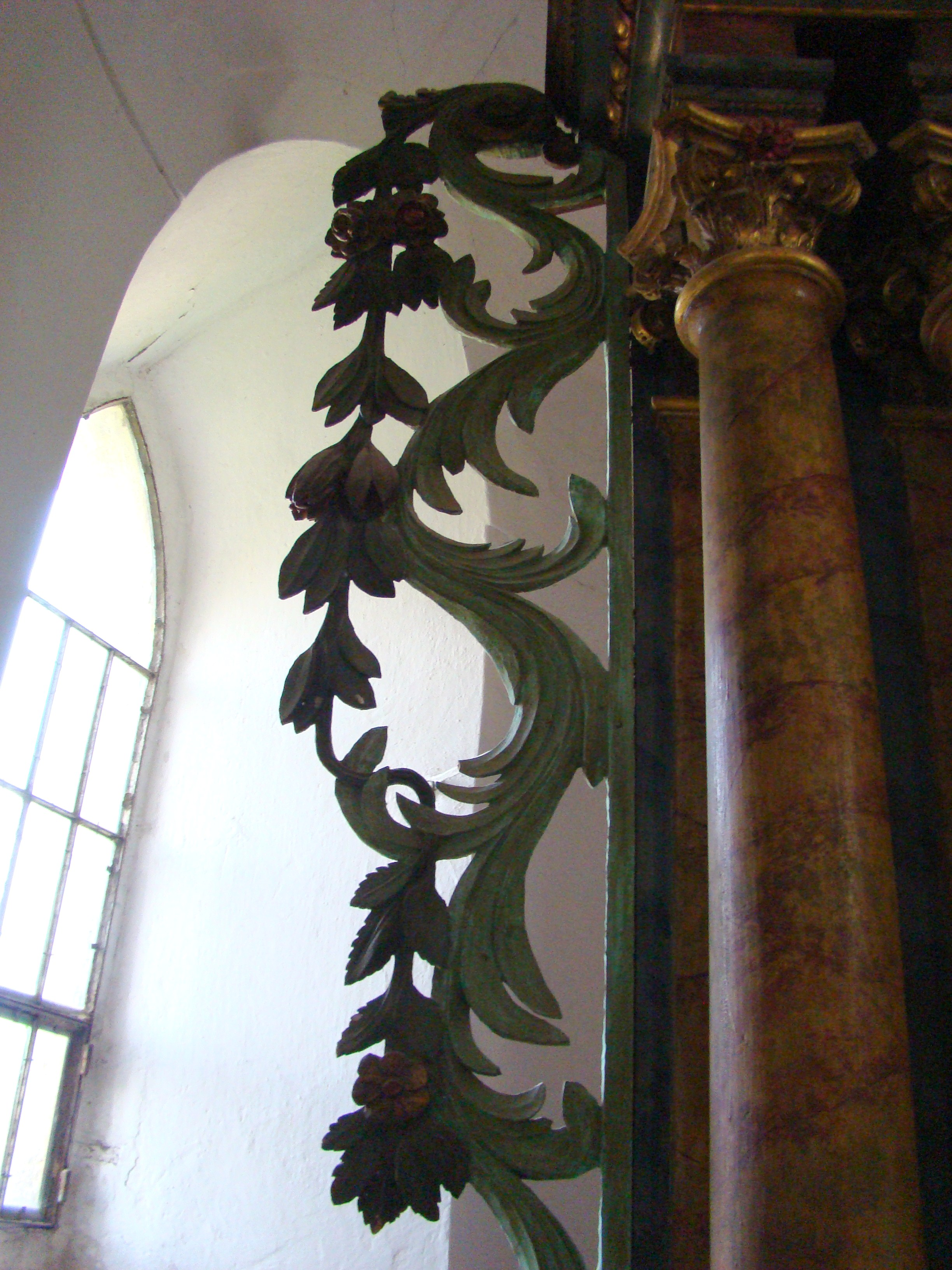
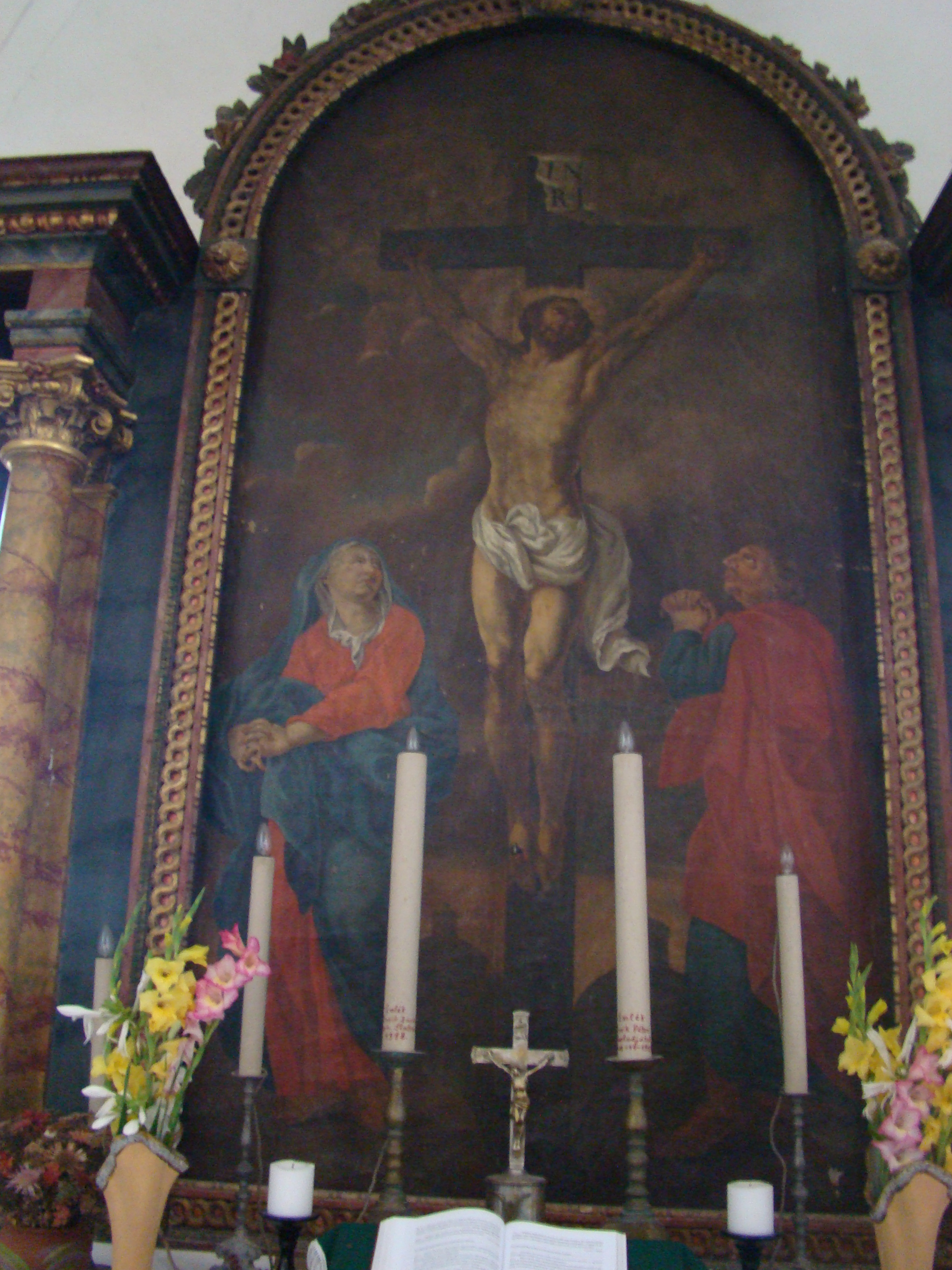
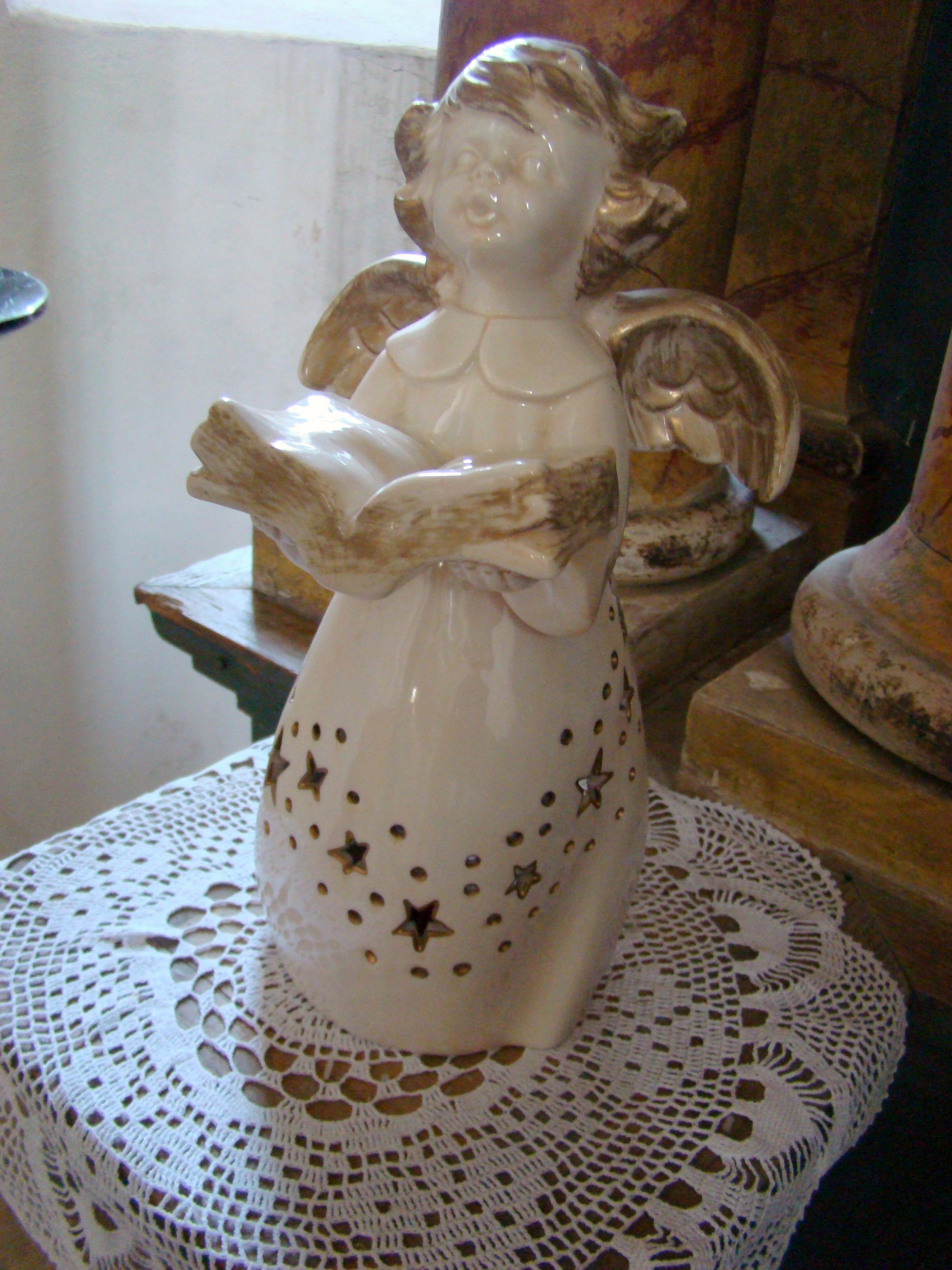
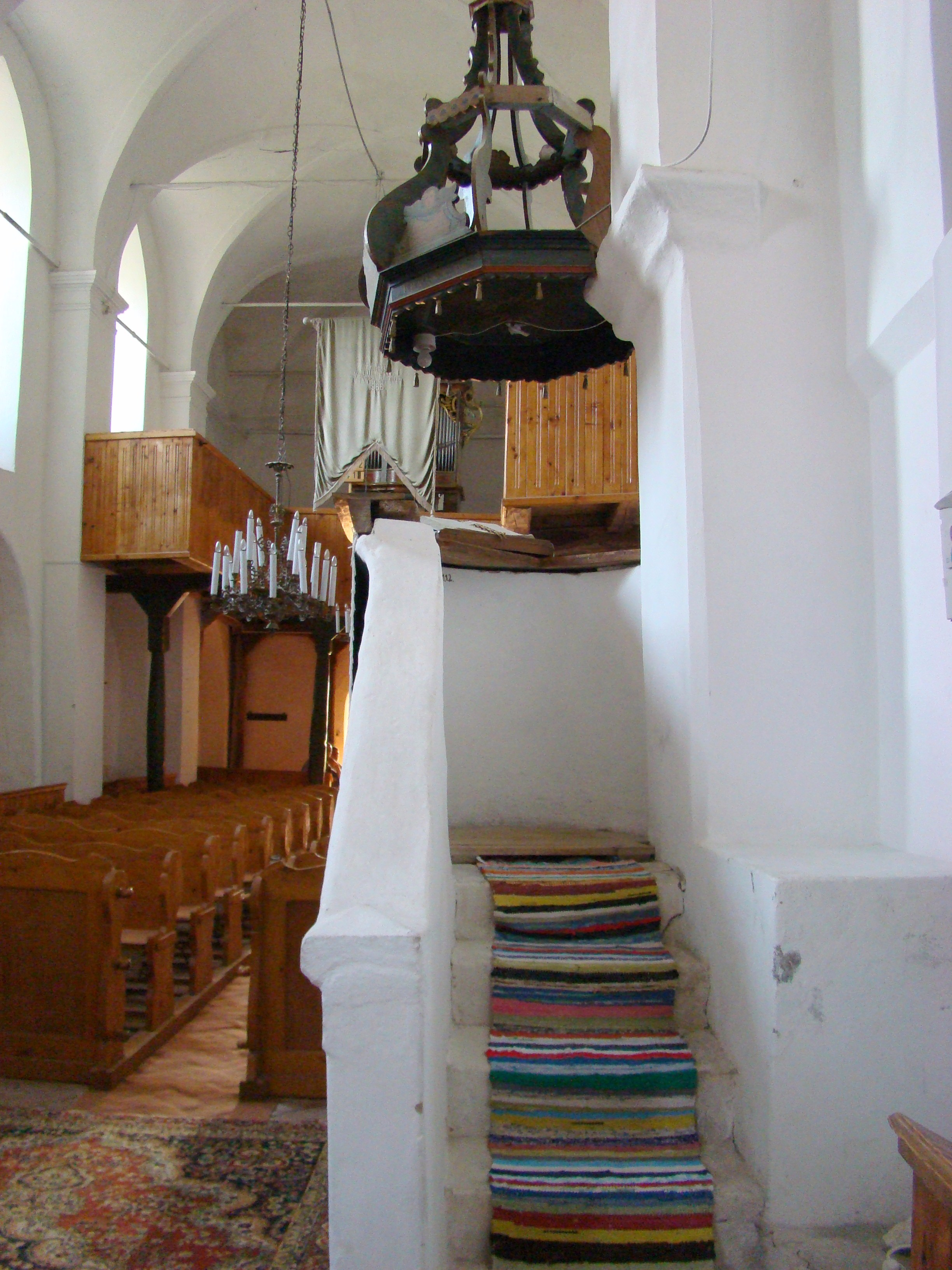
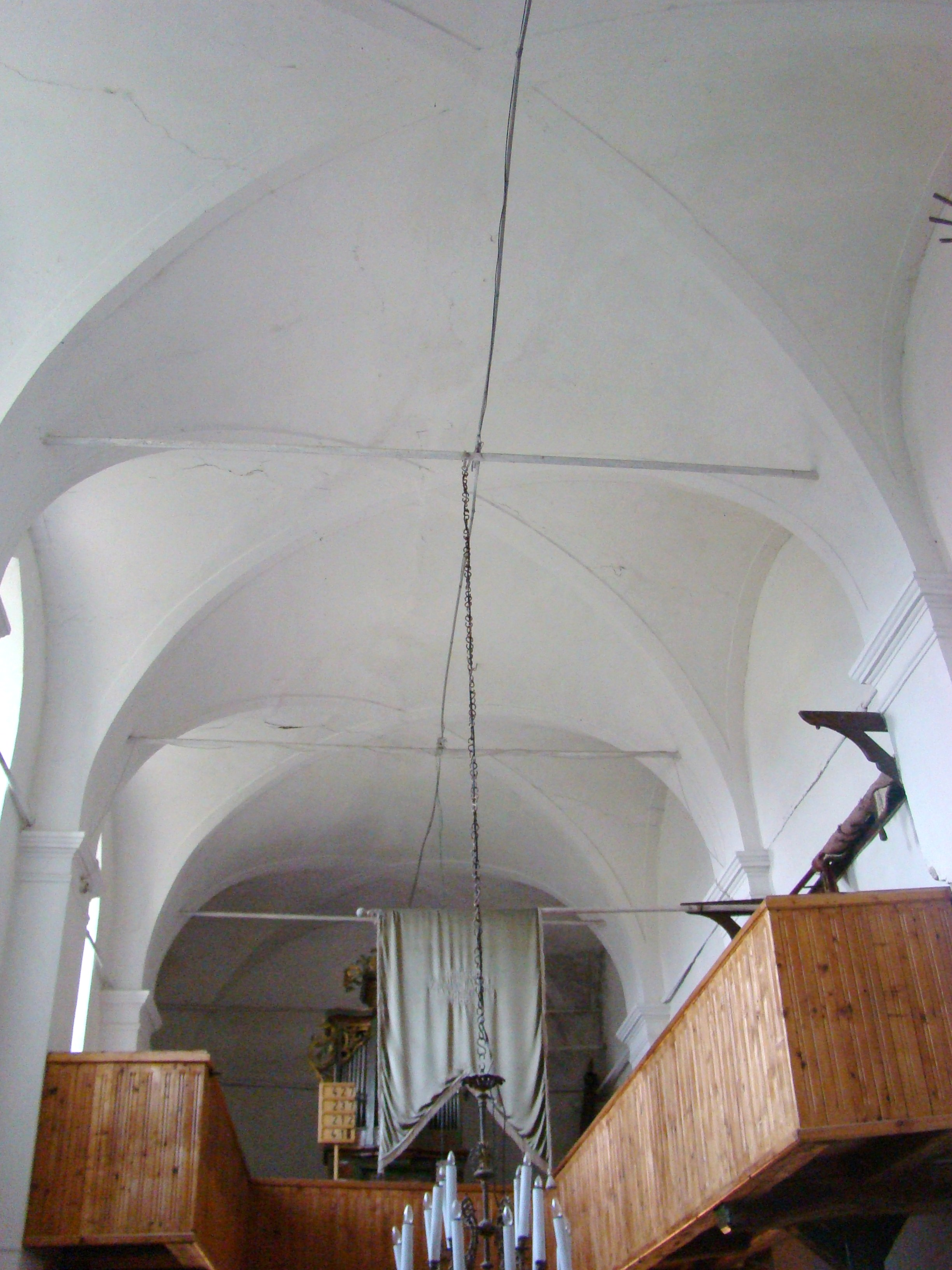
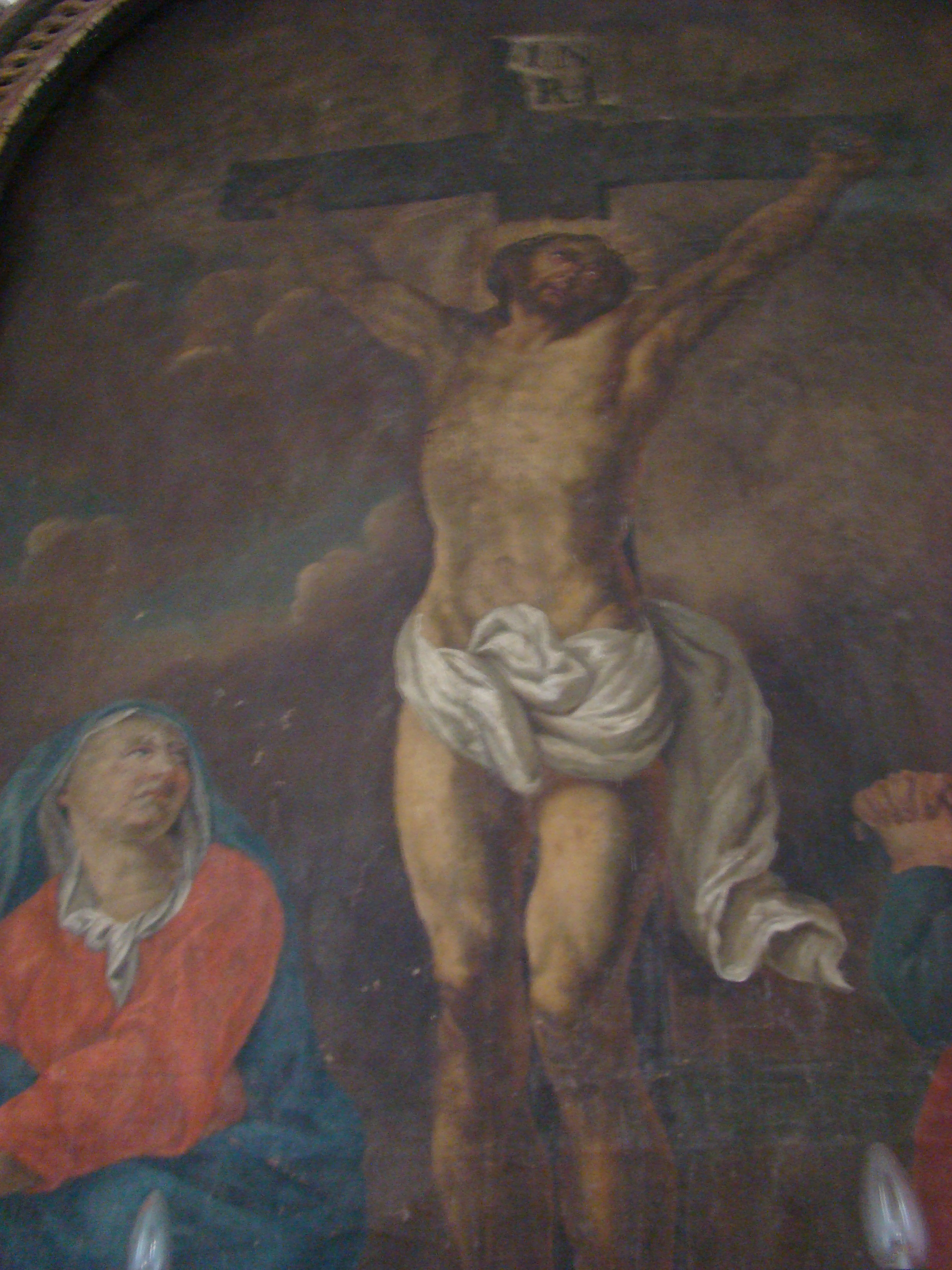
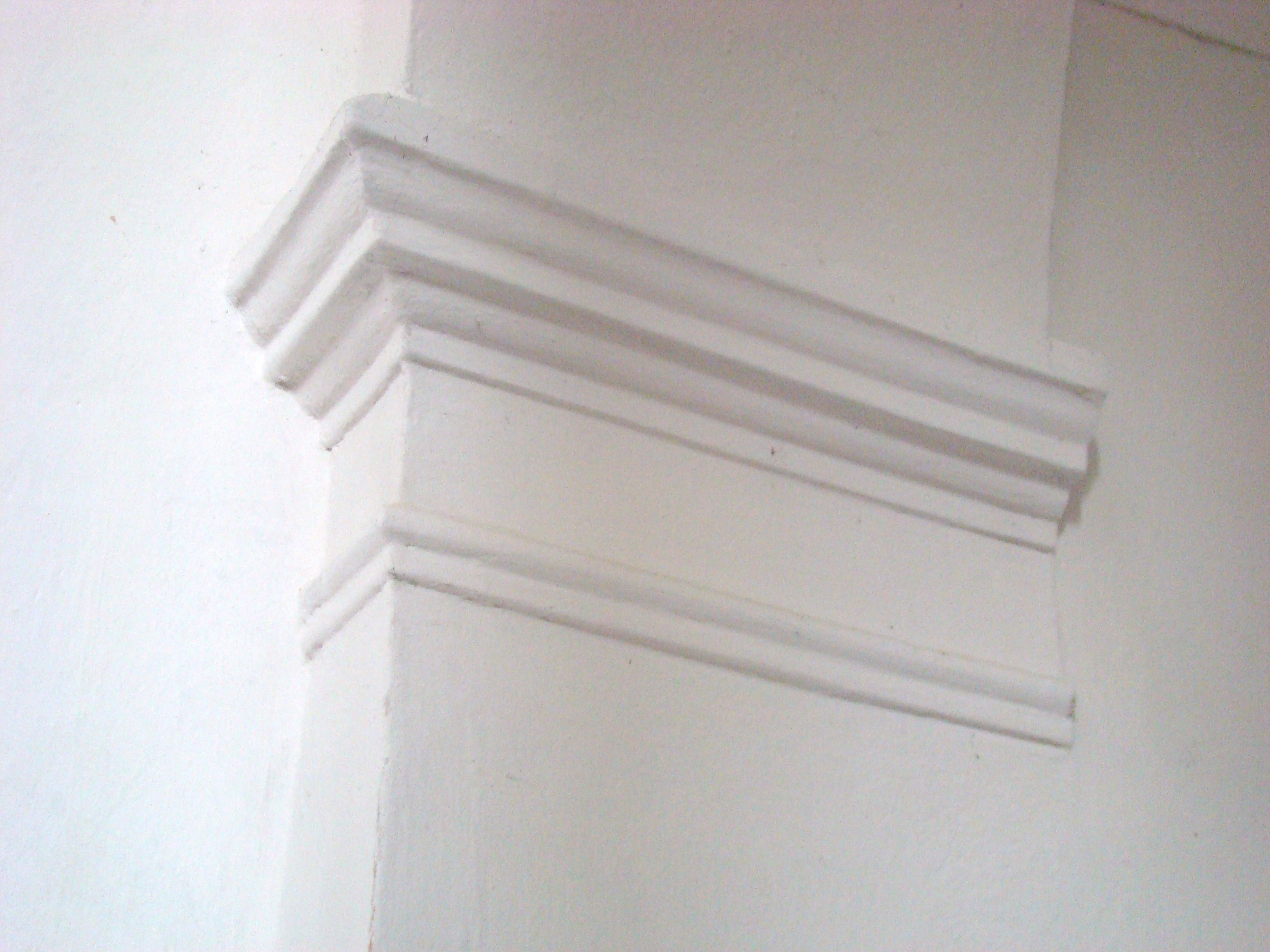
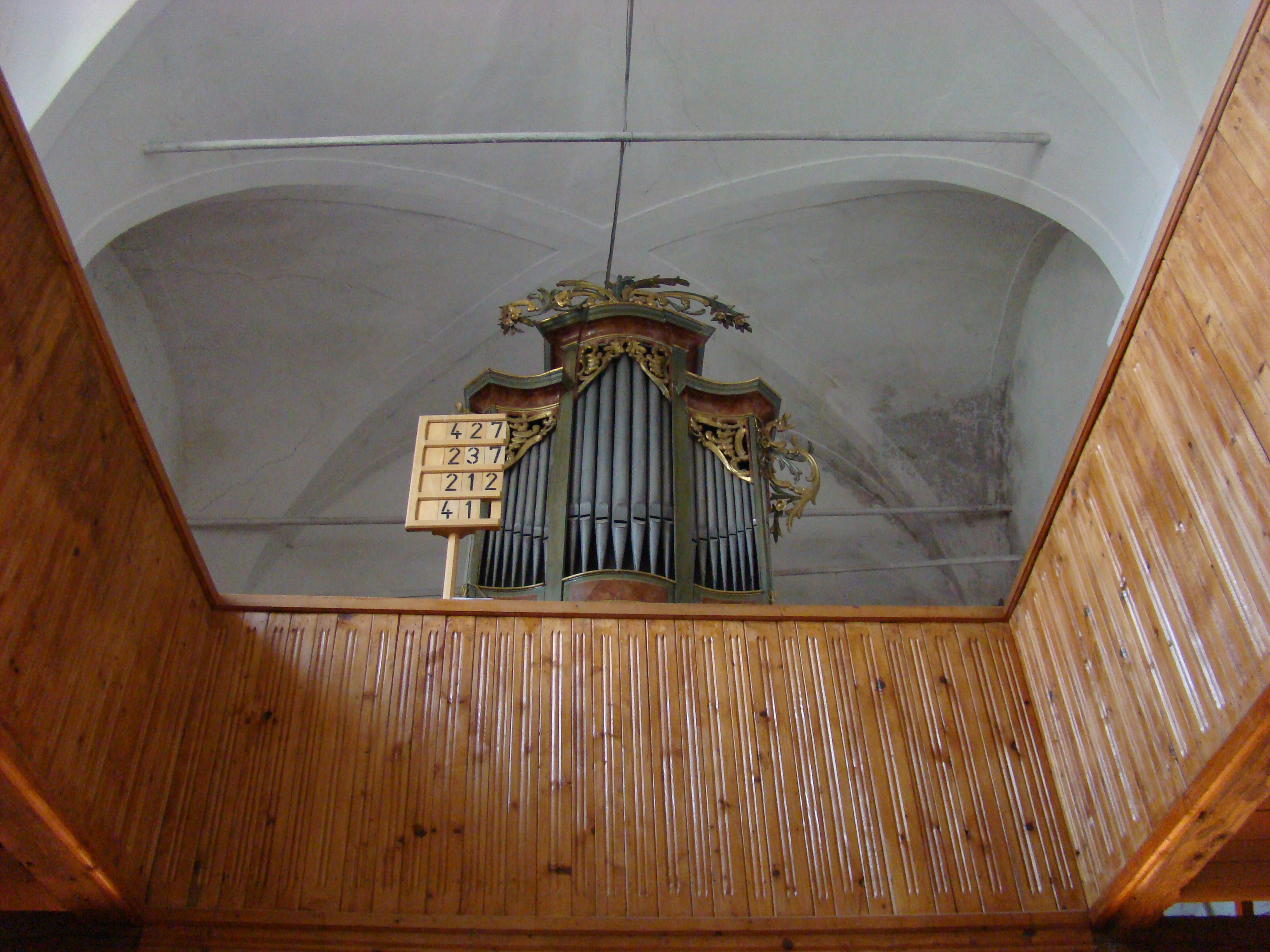
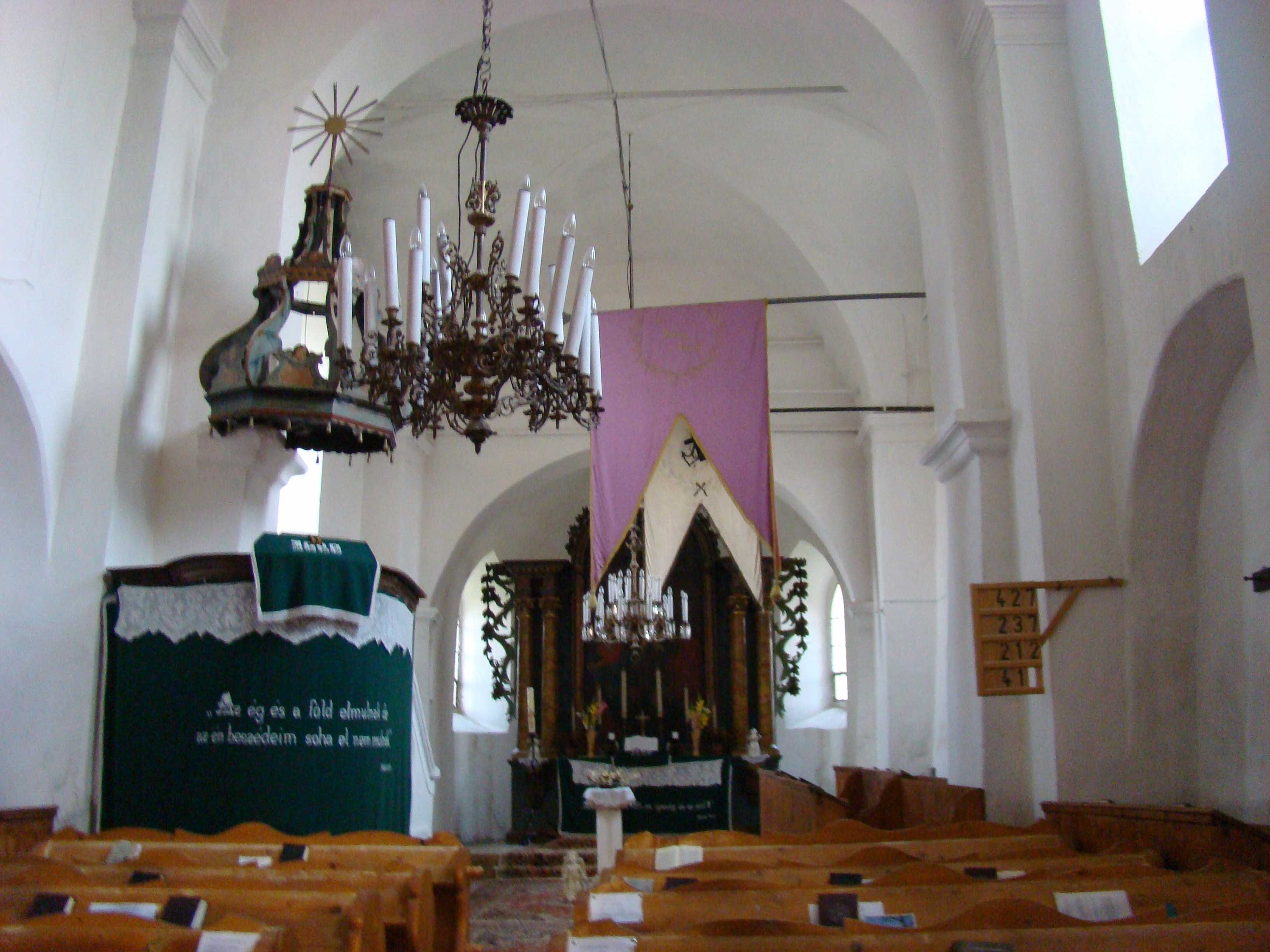